# Statuen von Kamehameha I.

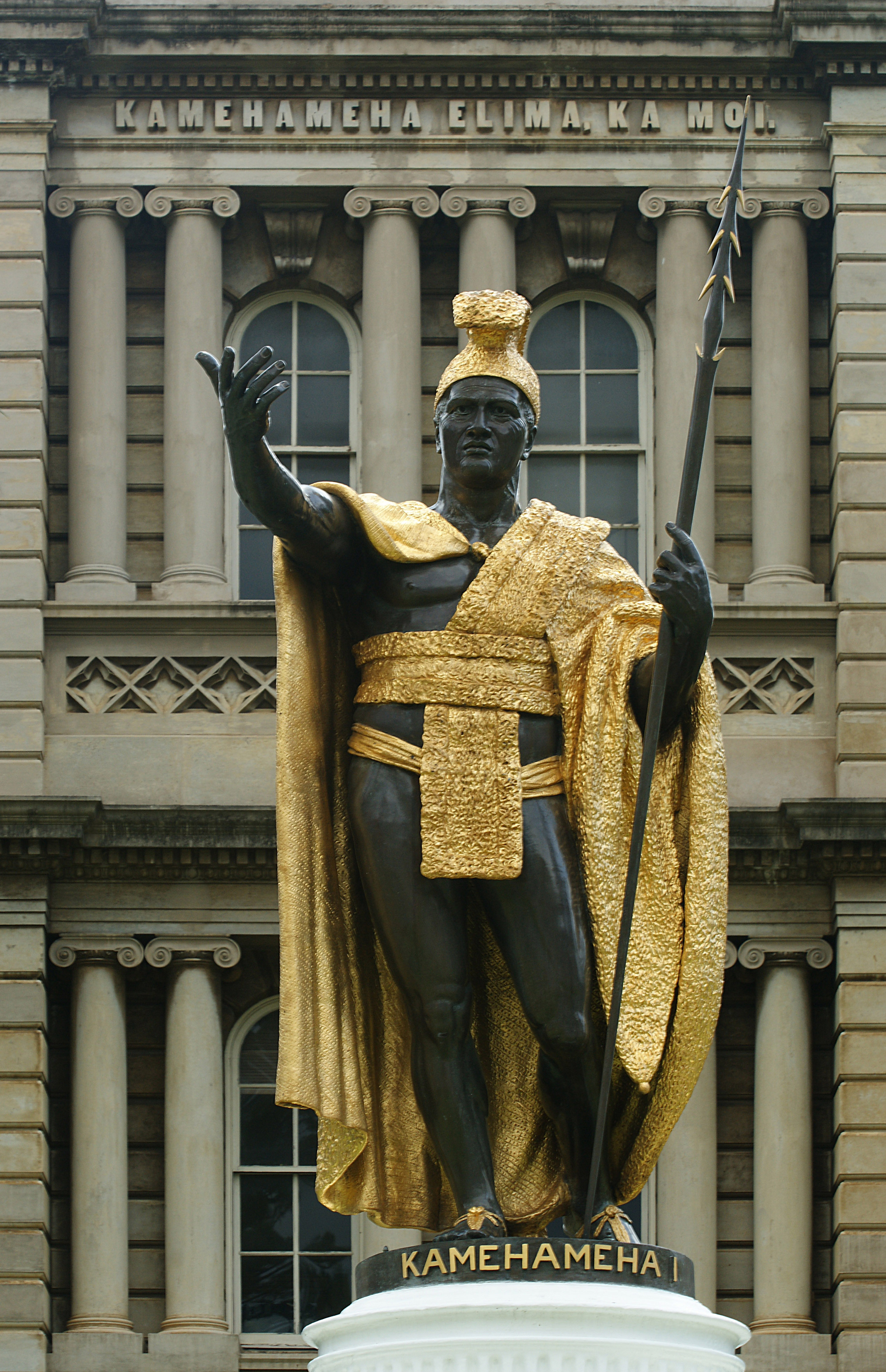
Statue von Kamehameha I. vor dem Aliʻiōlani Hale in Honolulu, Oʻahu, zweiter Guss von 1882

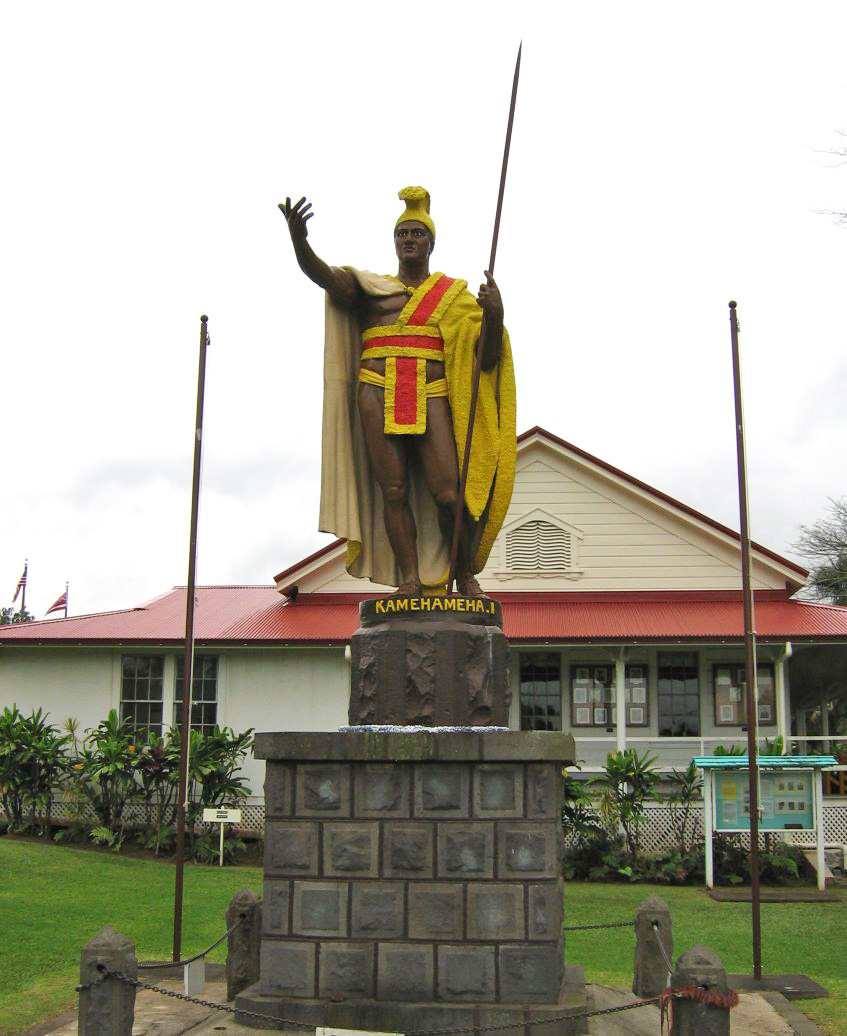
Statue vor dem Old Courthouse in Kapaʻau, Hawaii, erster Guss von 1880

Die Statuen von Kamehameha I. sind eine 1880 von dem US-amerikanischen Bildhauer Thomas R. Gould modellierte überlebensgroße Bronzestatue des ersten Königs von Hawaii, Kamehameha I., und mehrere später angefertigte Abgüsse und Reproduktionen, die auf Hawaii, in der Rotunde des United States Capitol in Washington, D.C. und an anderen Orten aufgestellt sind.
Die Originalstatue sollte vor dem Regierungssitz Aliʻiōlani Hale in Honolulu aufgestellt werden. Sie ging auf dem Transport von der Gießerei in Paris nach Honolulu durch Schiffbruch bei den Falklandinseln im Südatlantik zunächst verloren, daher wurde ein zweiter Guss von der Originalform in Auftrag gegeben. Dieser zweite Guss wurde vor dem Aliʻiōlani Hale aufgestellt. Die Originalstatue konnte von Fischern geborgen werden und wurde, da sie in schlechterem Zustand als der Nachguss war, vor dem alten Gerichtsgebäude von Kapaʻau im Hawaii County aufgestellt, nahe dem Geburtsort Kamehamehas. 1969 stiftete der Staat Hawaii zwei Statuen für die National Statuary Hall Collection des Kapitols in Washington, D.C., eine davon ist ein Abguss der Statuen Kamehameha I. auf Hawaii.
Auf Hawaii sind die Statuen Kamehamehas bedeutende Elemente der Besinnung auf die hawaiische Kultur und Spiritualität. Einige Hawaiier bringen sie mit den Kiʻi in Verbindung, kleinen rituellen Figuren aus der Zeit vor der Ankunft von James Cook auf Hawaii. Sie werden in der mündlichen Überlieferung in den Rollen von Göttern und Geistern (akua) und als Verkörperung von Naturphänomenen gesehen. Als solche sind sie Träger von mana, einer göttlichen oder übernatürlichen Macht. Jede Abbildung des Gottkönigs Kamehameha I. kann als äußerst mächtiges Kiʻi betrachtet werden.
Abbildungen der Statue in Honolulu sind im Siegel Hawaiis und in zahlreichen Logos von Organisationen und Unternehmen enthalten. Als beliebtes Fotomotiv und durch die Darstellung in Filmen, so im Vorspann der Fernsehserien Hawaii Fünf-Null und ihres Remakes Hawaii Five-0, wurden sie weltweit zum Symbol für Hawaii.

## Hintergrund
1878 regte der neu in das Repräsentantenhaus von Hawaii gewählte US-amerikanische Abenteurer, Zeitungsverleger und spätere Außenminister und Premierminister Walter M. Gibson die Aufstellung einer Skulptur zur Feier des 100. Jahrestags der Landung von James Cook auf Hawaii an. Das Parlament stellte für diesen Zweck 10.000 US-Dollar bereit und ernannte Gibson zum Vorsitzenden eines Komitees zur Durchführung und Überwachung des Projekts. Dem Komitee gehörten zunächst auch Hawaiier an, es wurde allerdings stark durch Gibson und König David Kalākaua dominiert.
Gibson suchte eine Weile in verschiedenen US-amerikanischen Städten nach einem geeigneten Bildhauer und verpflichtete schließlich Thomas R. Gould, einen Bildhauer aus Boston, der überwiegend in Florenz lebte und arbeitete.

## Entwurf

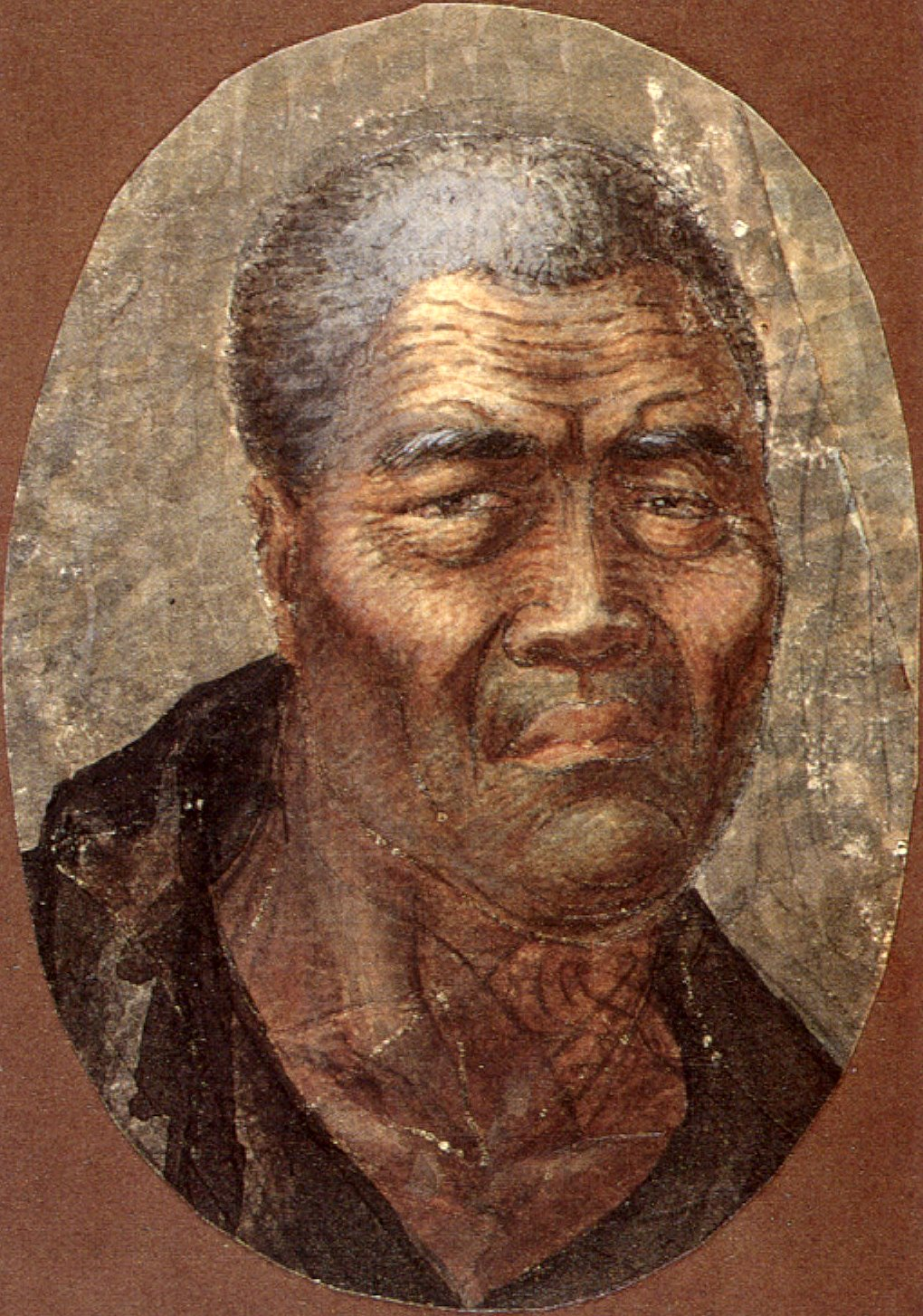
Kamehameha I., Porträt von Ludwig Choris, Bleistift und Wasserfarbe auf Papier, 1816

In einem frühen Stadium des Entwurfs bestand die Absicht, das Gesicht, den Körperbau und die Kleidung König Kamehameha I. exakt nachzubilden. Dem standen unüberwindliche Schwierigkeiten entgegen. Es konnte für kein einziges Merkmal das Aussehen Kamehamehas sicher bestimmt werden. Bei einem Besuch bei Gould in Boston brachte ihm Gibson einen Kupferstich mit, bei dem es sich um eine französische Kopie einer chinesischen Kopie des 1816 von dem deutsch-russischen Maler und Forschungsreisenden Ludwig Choris angefertigten Porträts handelte, das Kamehameha I. als Greis zeigte.
Gould wurde angewiesen, das Gesicht Kamehamehas nach dem mehrfach kopierten Porträt zu formen, ihn aber deutlich jünger als 45-Jährigen darzustellen. Auch der Körperbau ist nicht wirklichkeitsgetreu. Da über Kamehamehas Statur einerseits keine zuverlässigen Informationen vorlagen, andererseits ein heroischer Kriegerkönig darzustellen war, entschloss man sich zu einer Darstellung mit breitem Rücken und Schultern, kräftigen Armen und einem prominent hervortretenden Kinn – ganz in der Art der klassischen Darstellungen des Herakles, aber frei erfunden.

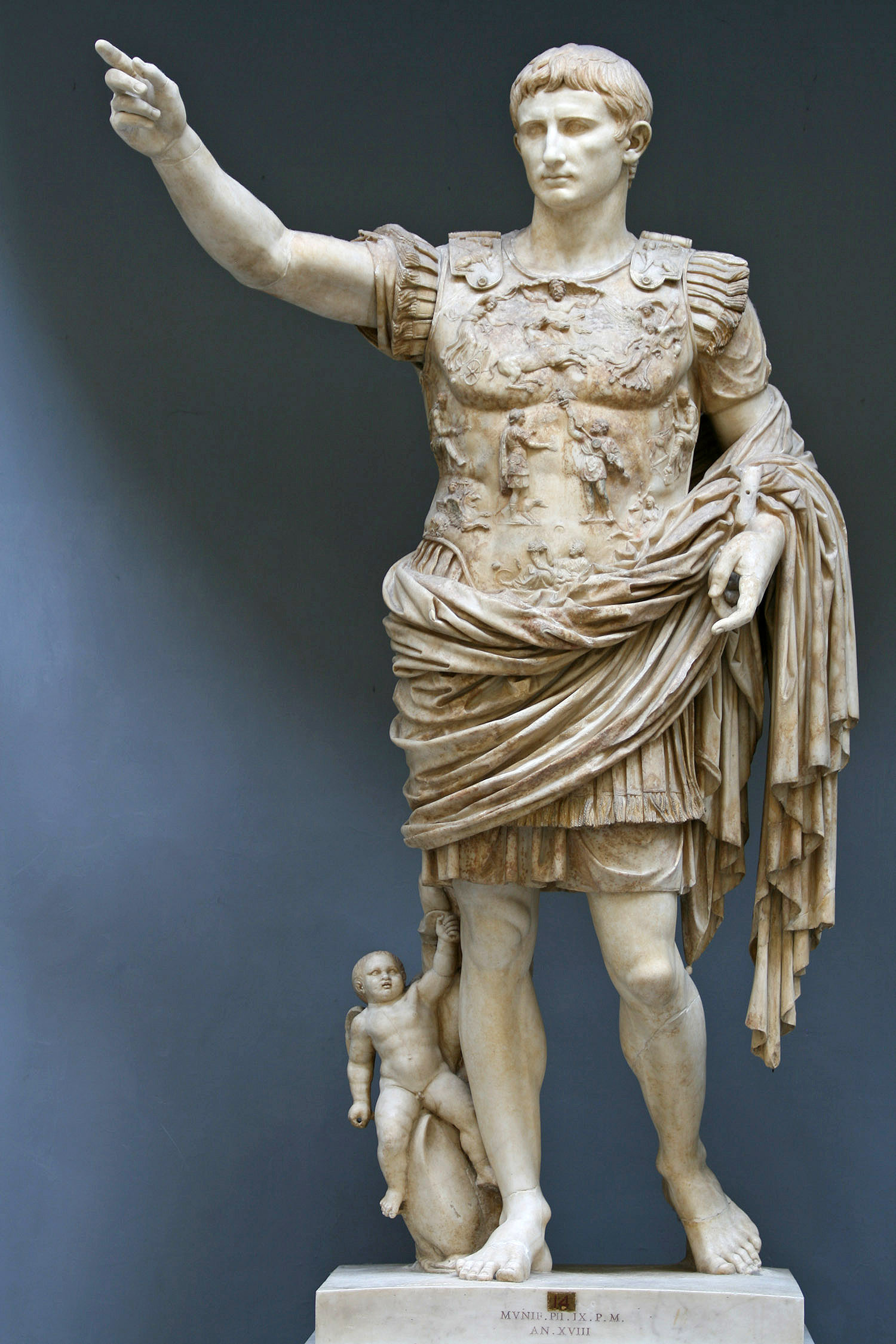
Augustus von Primaporta, aufgefunden 1863, heute in den Vatikanischen Museen, aktuelle Aufnahme

Es gibt deutliche Hinweise darauf, dass Thomas R. Gould die 1863 gefundene antike römische Marmorstatue des Augustus von Primaporta als Vorlage für seine Darstellung des Kamehameha I. heranzog. Die Statue war nach ihrer Entdeckung Gegenstand umfangreicher und auch bebilderter Berichterstattung. Als bildendem Künstler, der in Florenz lebte und arbeitete und häufig auf antike Motive zurückgriff, muss Gould die Statue bekannt gewesen sein. Beide Statuen eint die Geste des erhobenen und nach vorne weisenden, aber nicht ganz ausgestreckten rechten Arms. Anders als heute war man im 19. Jahrhundert der Auffassung, dass die antike Statue in der Linken einen Speer gehalten haben musste. So wurde sie mit einem rekonstruierten Speer ausgestellt und die Abbildungen mit Speer gingen um die Welt. Auch die Statue Kamehamehas wurde mit einem Speer in der Linken ausgestattet, obgleich die Auffassung vorherrschte, dass der König Rechtshänder war. Beide Statuen zeigen die dargestellte Person mit dem Körpergewicht auf dem rechten Standbein und mit leicht angewinkeltem linken Bein.
Der US-amerikanische Kunsthistoriker und Restaurator Glenn Wharton vertrat die Auffassung, dass Thomas Gould mit der Synthese klassischer hawaiischer Motive wie der Kleidung des Königs und aus der antiken römischen Kunst entlehnter Motive Kamehameha I. als "pazifischen Helden" idealisieren wollte. Hawaii befand sich in einer Phase politischer und wirtschaftlicher Umbrüche. Die Vertreter verschiedener hawaiischer und ausländischer Interessengruppen rangen um Macht und Einfluss, die Anhänger der alten Traditionen und des damit verbundenen Herrschaftssystems, aufgeklärte Hawaiier, einschließlich König Kalākaua, mit ihrer positiven Sicht auf die Beziehungen zu den Vereinigten Staaten, die Missionare mit ihrer radikalen Ablehnung der hawaiischen Sprache und Kultur, und die Vertreter der US-amerikanischen Wirtschaft. In der Berufung auf hawaiische Traditionen und auf die europäische Kultur konnten sich die verschiedenen Parteien wiederfinden. Auch der Guss einer traditionellen Statue aus der auf Hawaii nicht verwendeten Bronze in einer europäischen Gießerei war eine der zahlreichen Maßnahmen der Regierung zur Stützung der kriselnden Monarchie.
König Kalākaua gab bei dem auf Hawaii lebenden dänischen Ingenieur und Fotopionier Christian Hedemann mehrere Fotos von Hawaiiern in traditioneller Kleidung in Auftrag, damit sie Gould als Vorlage für die Statue dienen konnten. Von diesen Fotos sind zwei des Hofbeamten John Timoteo Baker erhalten. Das erste Bild zeigt ihn in einem hawaiischen Federumhang mit Federhelm, aber mit einer europäischen dunklen Leinenhose. Die zweite Aufnahme ist eine Fotomontage, für die dem Bild John Timoteo Bakers das athletische unbedeckte Beinpaar seines Bruders Robert Hoapili Baker, möglicherweise auch eines unbekannten Fischers, angefügt wurde.

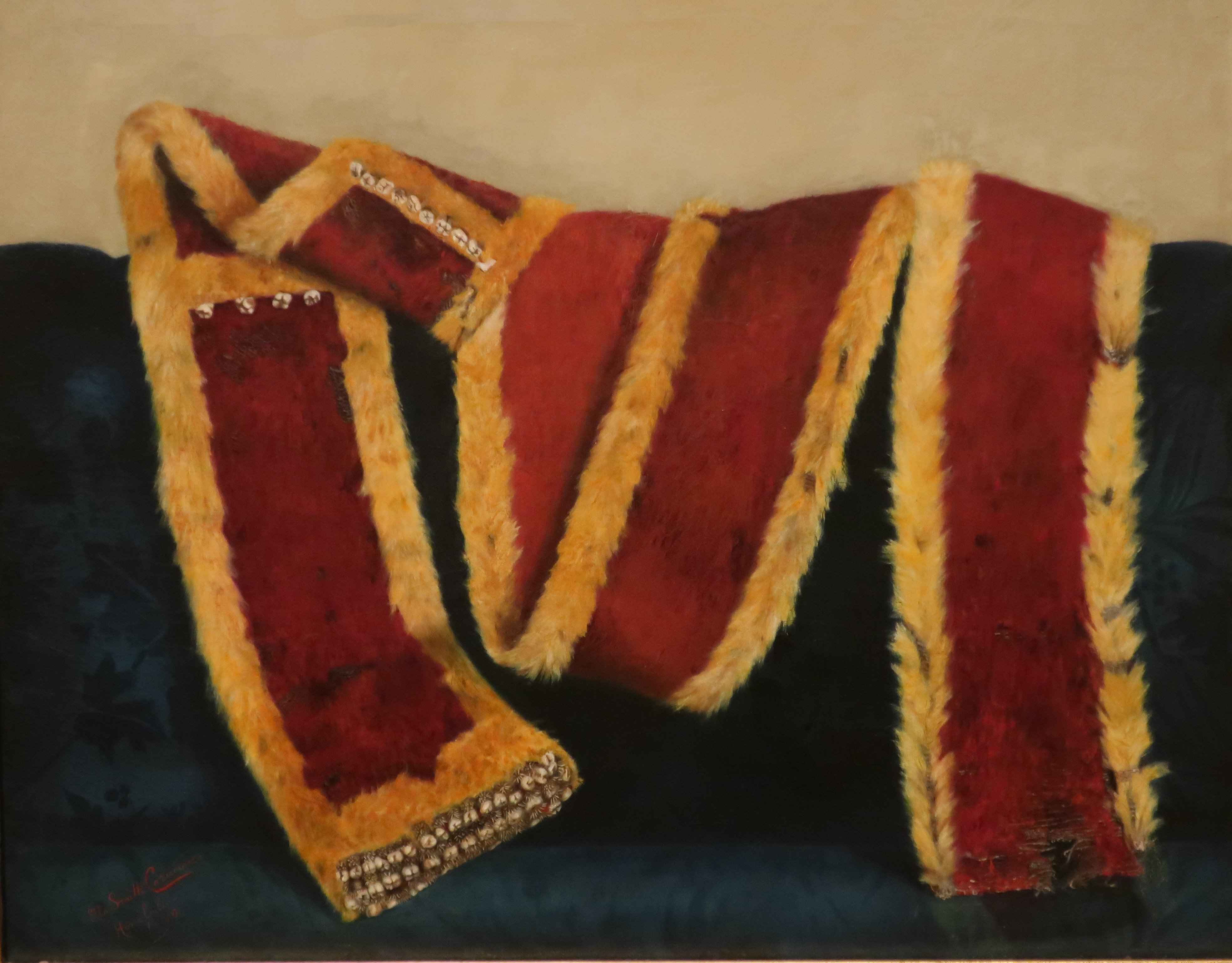
Līloas Kāʻei auf einem Ölgemälde von 1890 (Detail)

Die Fotos von John Timoteo Baker zeigen ihn in der kostbaren traditionellen Kleidung eines hawaiischen Königs, die im Bernice Pauahi Bishop Museum in Honolulu bis heute erhalten ist. Zum königlichen Ornat gehörte die um seinen Leib geschlungene und über die linke Schulter geworfene federbesetzte Schärpe (hawaiisch kāʻei), der Federhelm (mahiole) und sein Umhang (ʻahu ʻula). Die Schärpe ist Līloas Kāʻei nachempfunden, der Schärpe des legendären Königs Līloa der Insel Hawaiʻi. Līloa regierte im späten 15. Jahrhundert und die Schärpe konnte mit der Radiokarbonmethode auf das frühe 15. Jahrhundert datiert werden. Sie ist mehr als vier Meter lang und wird als eines der wertvollsten Artefakte im Bernice Pauahi Bishop Museum aufbewahrt. Das rote Band in der Mitte der Schärpe besteht wahrscheinlich aus kleinen Federn des heute als gefährdete Art geltenden ʻIʻiwi (lateinisch: Drepanis coccineus), die beiden gelben Bänder an den Seiten aus Federn des im 20. Jahrhundert ausgestorbenen Prachtmohos (Hawaiʻi ʻōʻō; lateinisch: Moho nobilis). Der Umhang besteht aus annähernd 450.000 goldgelben Federn von etwa 80.000 Exemplaren des um 1899 ausgestorbenen Königskleidervogels (Hawaiʻi mamo; lateinisch: Drepanis pacifica).

Vorlagen für die Statue
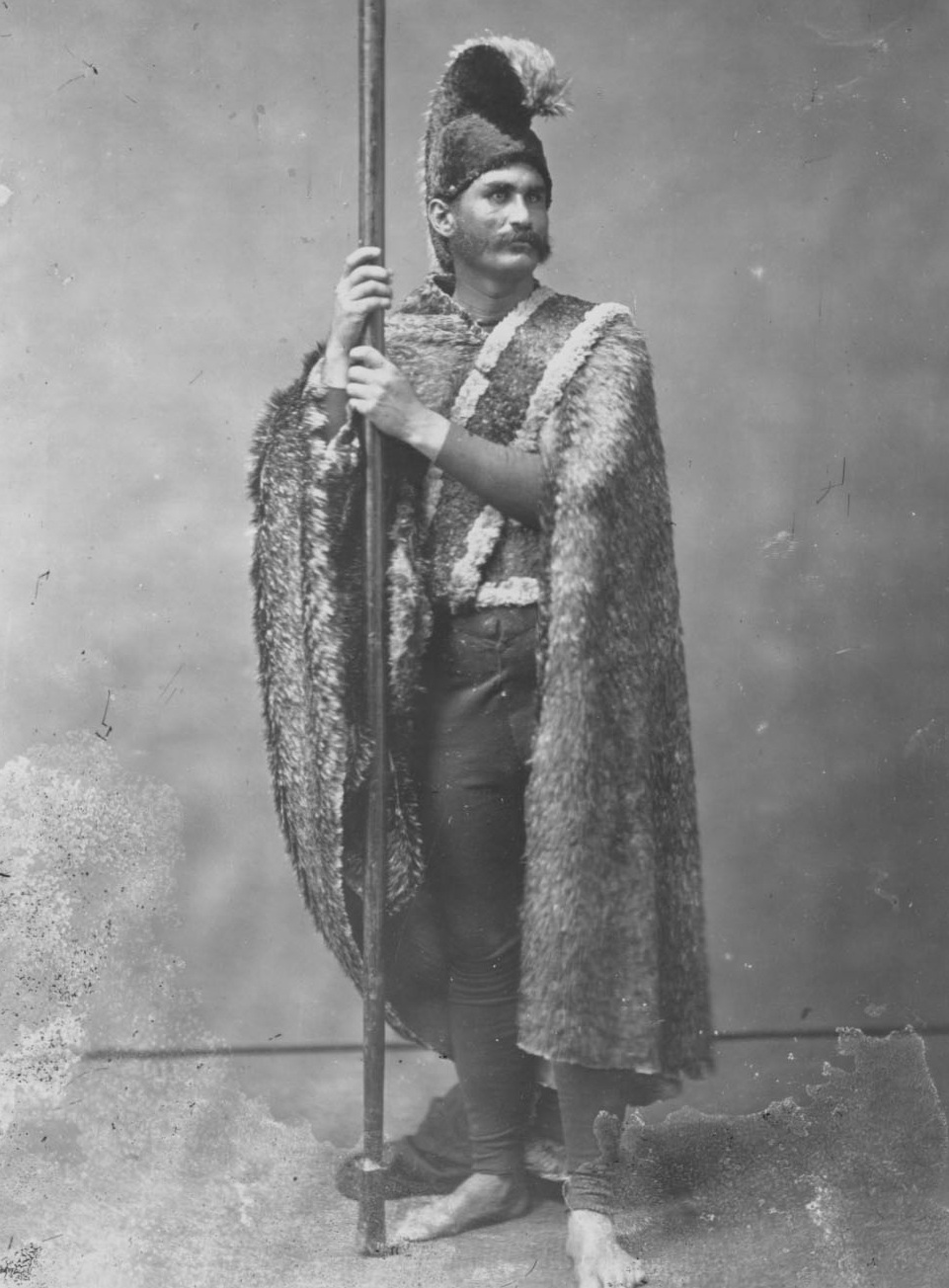
John Timoteo Baker (1878 bis 1880)
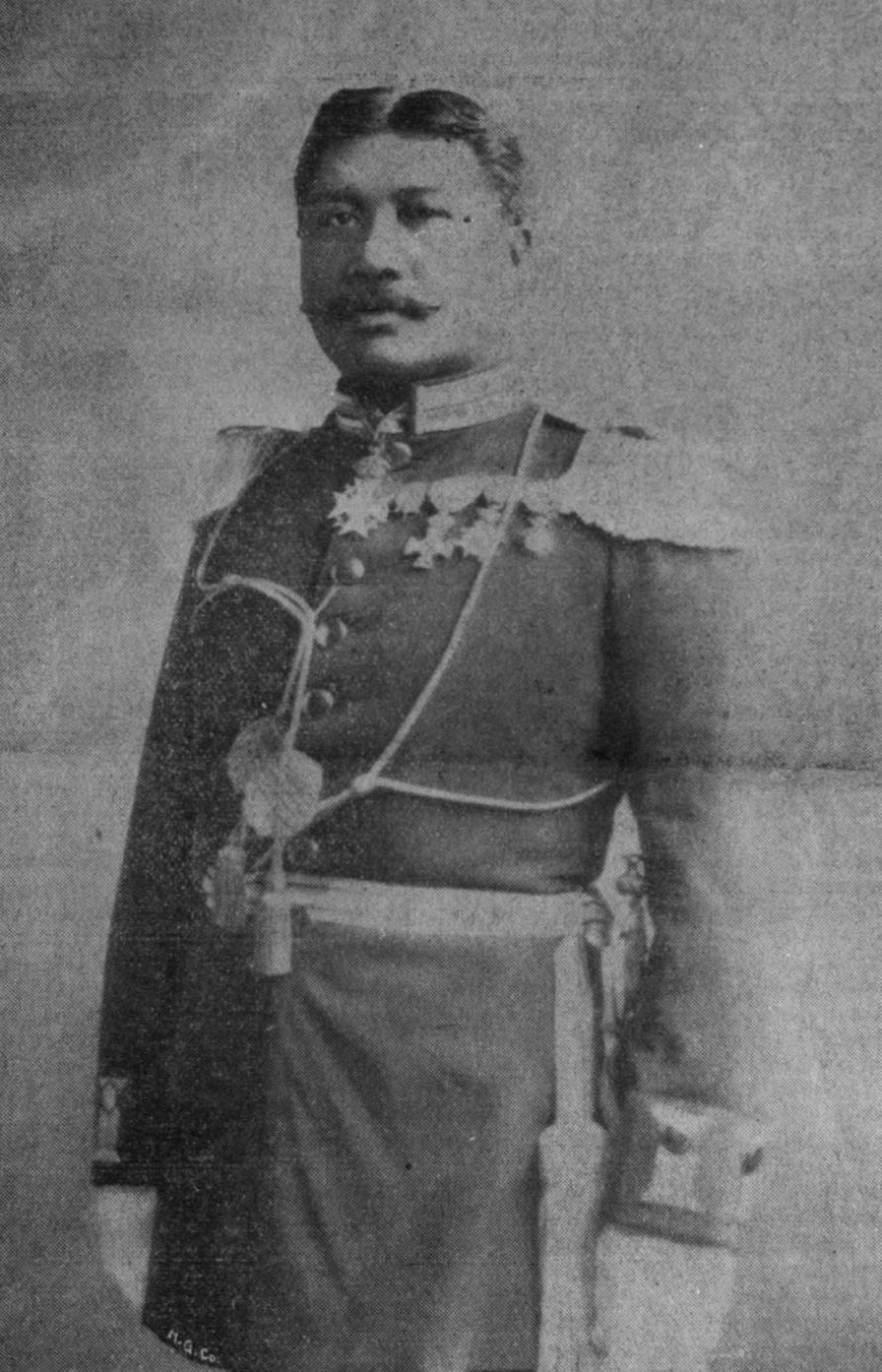
Robert Hoapili Baker, um 1900
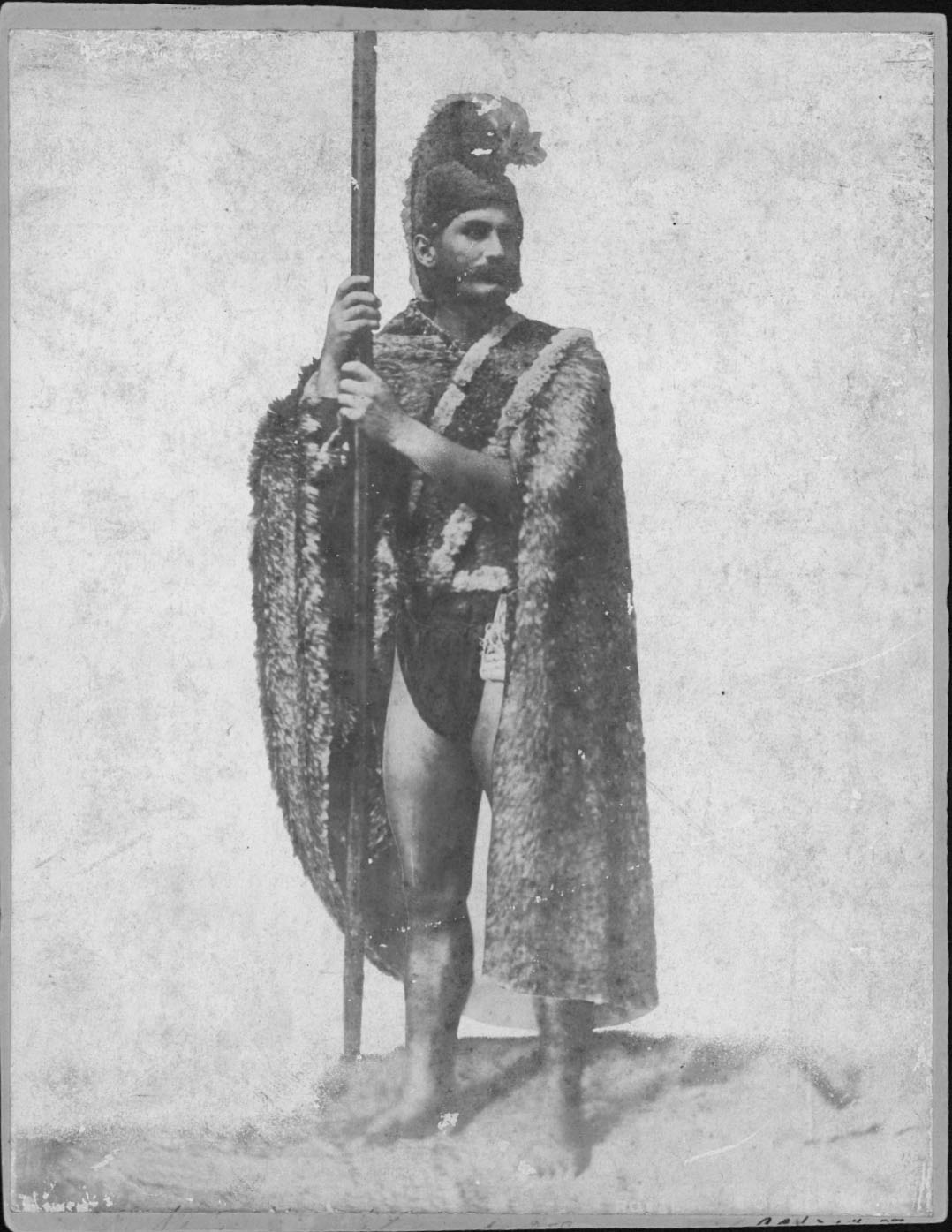
Fotomontage, Körper John Timoteo Bakers mit den Beinen Robert Hoapili Bakers
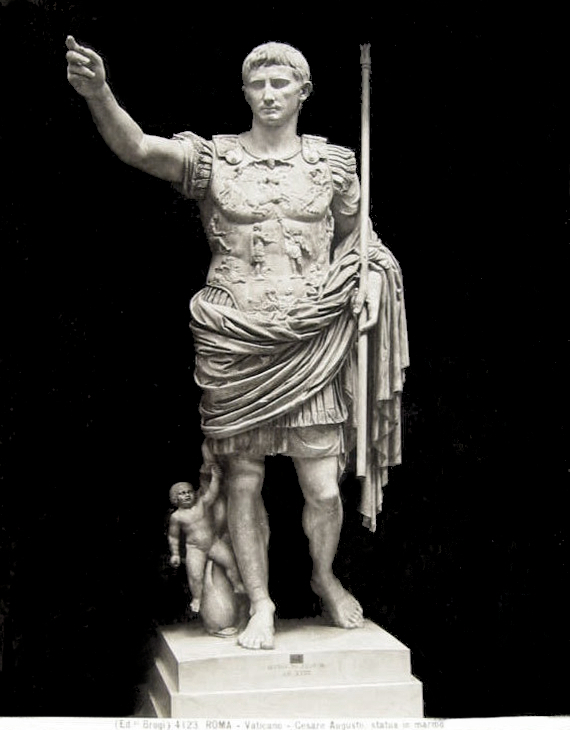
Augustus von Primaporta, aufgefunden 1863, Aufnahme vor 1880

Um einer möglichen Kritik von amerikanischer oder hawaiischer Seite zu entgehen, bemühten sich Gould und Kalākaua um die Beachtung einer Vielzahl von hawaiischen Traditionen und die korrekte Darstellung königlicher Insignien. Doch einige Elemente der Darstellung werden bis heute kritisiert. Die Darstellung Kamehamehas in Sandalen wird nicht akzeptiert. Sandalen wurden im Hawaii Kamehamehas nur bei langen Fußmärschen und in unwegsamem Gelände getragen, und der unverkennbar westliche Stil der Sandalen verstärkt die historische Ungenauigkeit. Die Schärpe Kamehamehas berührt hinter dem König den Boden, fast wie eine Schleppe im europäischen Stil. Dies widerspricht der hawaiischen Tradition, es wäre für den König eine entwürdigende Haltung, es würde die Schärpe entweihen und es würde die kostbaren Federn beschädigen. Darüber hinaus ist der Umhang mit einer Quaste versehen, wiederum ein nicht authentisches und nur in Europa denkbares Accessoire.
Die Geste Kamehamehas, die ein Herbeirufen zur Versammlung symbolisiert, ist nur in neuerer Zeit kritisiert worden. Es wird geltend gemacht, dass die traditionelle hawaiische Geste mit der Handfläche nach unten erfolgte. Die Ausführung durch Gould zeigt ein Herbeiwinken in nordamerikanischer oder europäischer Weise.

## Erster Guss (Kapaʻau, Hawaii County, Big Island)

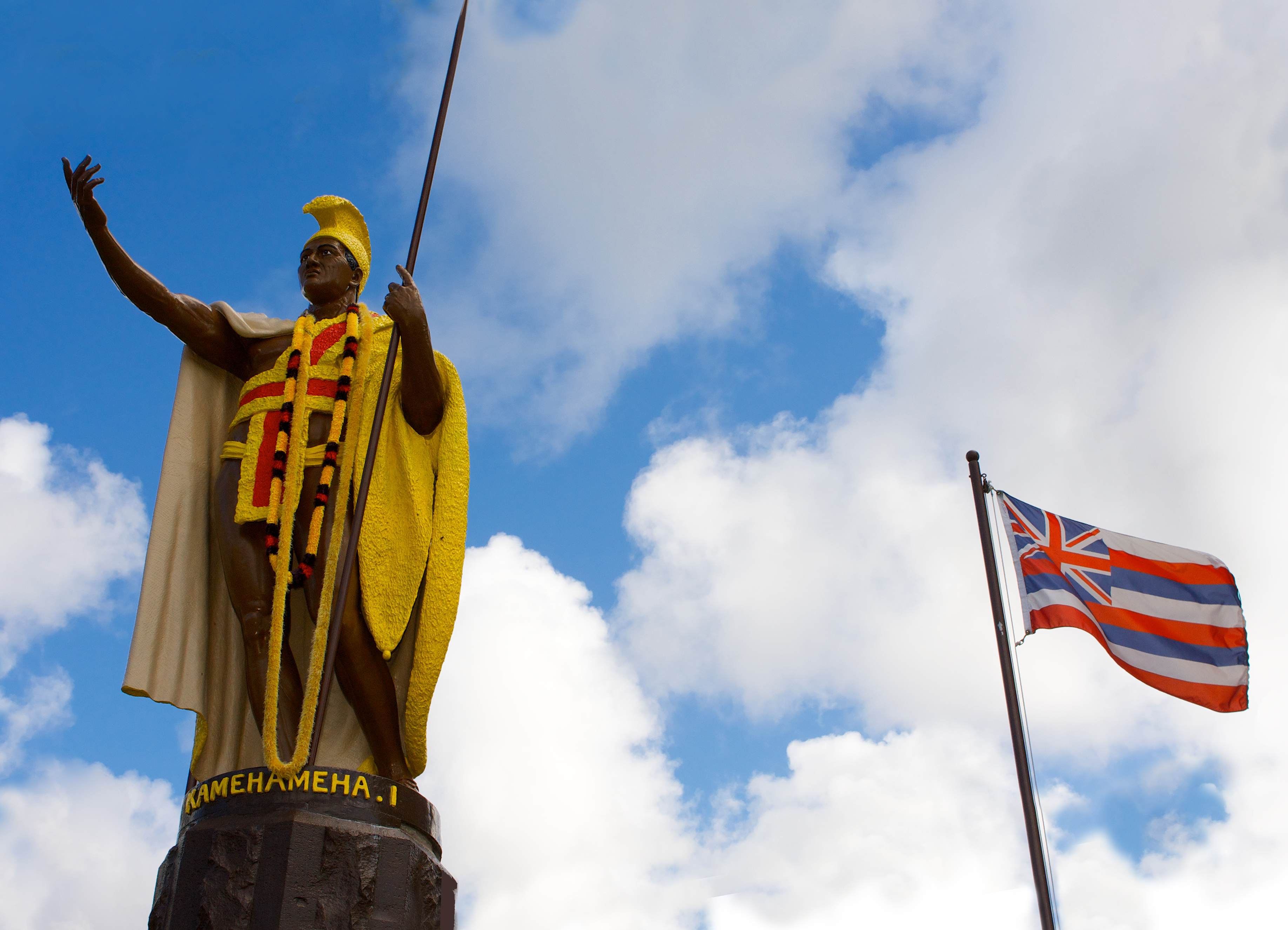
Statue in Kapaʻau mit der Flagge Hawaiis

1880 hatte Gould das Modell der Statue fertiggestellt und sandte es an die Bildgießerei von Ferdinand Barbedienne in Paris. Die fertige Statue wurde am 21. August 1880 in Bremen verschifft. Während eines Sturms im Südatlantik brach an Deck ein Feuer aus. Das Schiff lief am 15. November 1880 vor den Falklandinseln auf ein Riff und sank. Das Schiff und seine gesamte Fracht galten als verloren. Daher wurde ein neuer Guss in Auftrag gegeben, der mit der Versicherungssumme des vermeintlich verlorenen ersten Gusses bezahlt werden sollte. Örtlichen Fischern gelang es, die Statue zu bergen. Sie wurde von einem britischen Kapitän identifiziert, für nach unterschiedlichen Angaben 875 oder 1200 Dollar an die Regierung von Hawaii verkauft und traf am 27. März 1882 in Honolulu ein. Die Regierung von Hawaii entschied sich nach einigen Debatten, diese durch die Einwirkung des Meerwassers und die Bergung beschädigte erste Statue nicht vor dem Aliʻiōlani Hale, sondern vor dem alten Gerichtsgebäude von Kapaʻau (20° 13′ 49″ N, 155° 47′ 54″ W) im Hawaii County auf der Hauptinsel Hawaii aufzustellen.

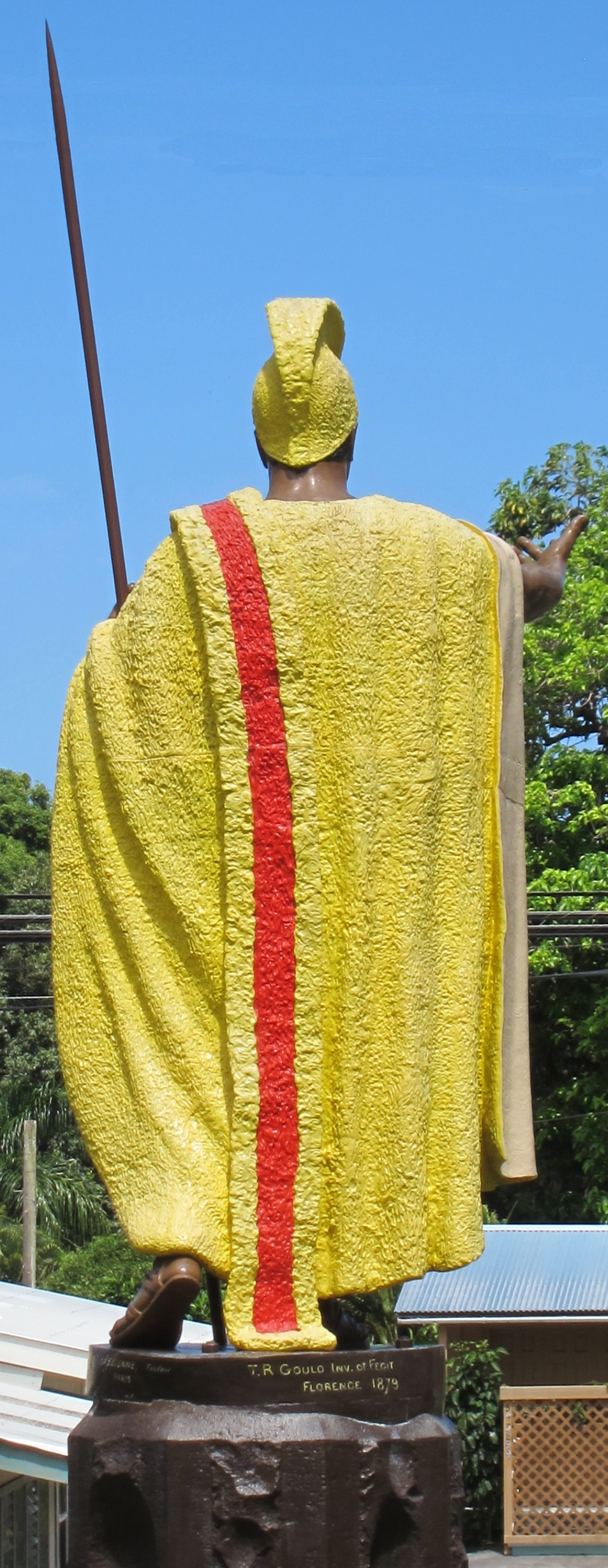
Ansicht von der Rückseite

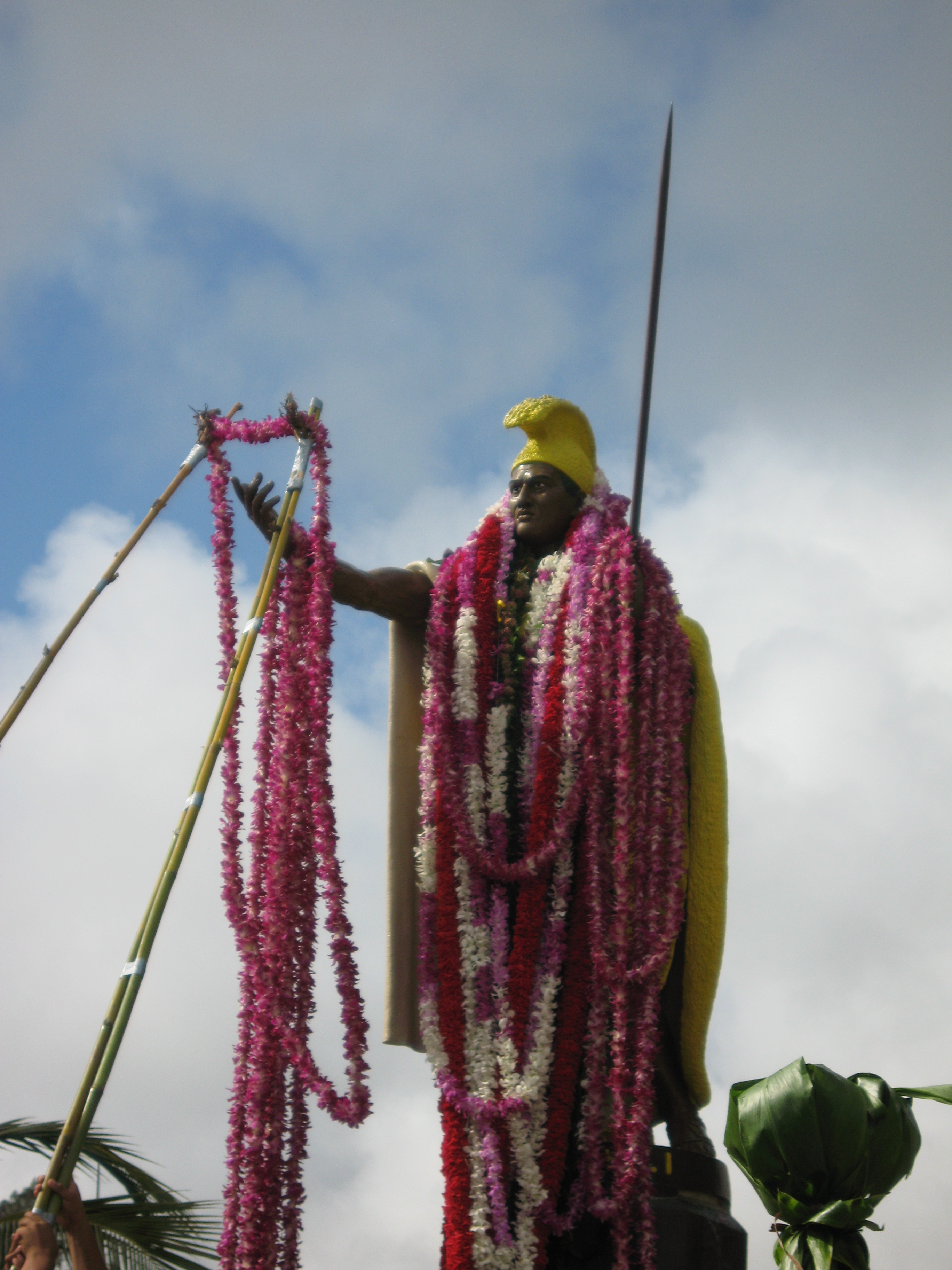
Schmücken der Statue zum Kamehameha Day

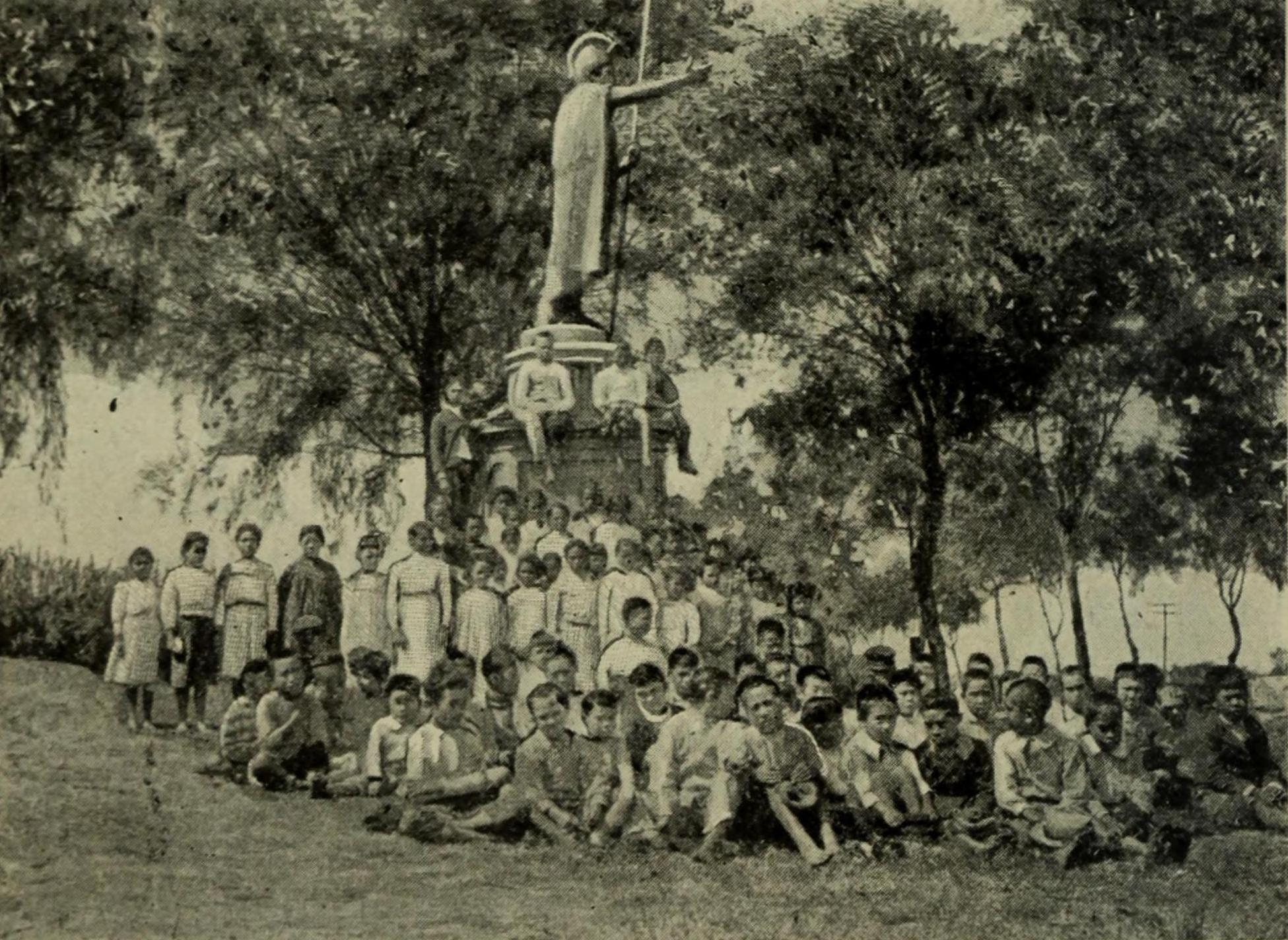
Statue um 1908, umgeben von Schulkindern

Die Statue war wie ihr Nachguss in Honolulu ursprünglich patiniert und teilweise vergoldet. Die Oberfläche der Statue war nach der Havarie des Frachtschiffs durch den Kontakt mit Meerwasser korrodiert und bereits bei der Ankunft auf Hawaii im Jahr 1883 stark beschädigt. Der Mangel an Material und Fachkenntnissen verhinderten eine neue Patinierung und Vergoldung und es herrschte großer Zeitdruck, denn die Statue sollte im Mai 1883 von König Kalākaua feierlich enthüllt werden. Daher wurde die Statue nur gereinigt und vollständig braun lackiert. zu einem unbekannten Zeitpunkt zwischen 1883 und 1912 wurde von der Bevölkerung die bis heute fortgeführte Tradition der mehrfarbigen Bemalung aufgenommen.
Zum Kamehameha Day zieht alljährlich eine Parade von Hawi nach Kapaʻau, sie endet kurz nach dem Passieren der Statue. Viele Teilnehmer machen an der Statue kurz Halt, um Opfergaben niederzulegen.

### Restaurierung
Die Zuständigkeit für die Erhaltung der Statue ist seit ihrer Aufstellung schwierig festzulegen. Sie steht auf einem Grundstück des Hawaii County, aber es ist nicht klar, ob der Eigentümer das County, der Bundesstaat Hawaii oder eine andere Körperschaft ist. Angaben älterer Bewohner von Kapaʻau zufolge haben sich früher die Inhaber der örtlichen Zuckerfabrik um die Statue gekümmert. Nach dem Zweiten Weltkrieg, spätestens in den 1960er Jahren, übernahmen Mitarbeiter der Verwaltung des Hawaii County die Unterhaltung der Statue, die bei einer Umstrukturierung der öffentlichen Verwaltung im Jahr 1973 vom Bundesstaat Hawaii übernommen wurden. Diese Arbeitskräfte hatten keinerlei Erfahrung mit der Reinigung und Pflege von Kunstwerken, sie arbeiteten mit Drahtbürsten, Hochdruckreinigern und haushaltsüblichen Lacken. Seit 1992 wurden für diese Arbeiten keine Haushaltsmittel mehr zur Verfügung gestellt. Die staatliche Hawaii State Foundation on Culture and the Arts, die auf Hawaii für Kunst im öffentlichen Raum zuständig ist und den zweiten Guss der Statue in Honolulu auf Oʻahu betreut, wendet für das Original der Statue in Kapaʻau keine Mittel auf. Anwohner argwöhnen, dass dies eine Reaktion auf den lokalen Brauch ist, die Statue mehrfarbig zu lackieren. Zwischen 1992 und 2001 sind Reinigung, Lackierung und sonstige Pflegearbeiten ausschließlich von Anwohnern mit haushaltsüblichen Mittel verrichtet worden.
Nach seiner Mitarbeit bei der Neuvergoldung der Statue in Honolulu wurde Glenn Wharton im Frühjahr 1996 damit beauftragt, die Statue in Kapaʻau wieder in ihren ursprünglichen Zustand von 1883 zu versetzen. Bereits bei seinem ersten Besuch stellte Wharton fest, dass die Lackschicht auf der Statue durch die UV-Strahlung des Sonnenlichts verblasst war, sich in vielen Bereichen vom Metalluntergrund gelöst hatte, und an mehreren Stellen gänzlich abgeblättert war. Die dort sichtbaren Schäden wurden von Wharton später als die Bronzekrankheit identifiziert. Dabei handelt es sich um eine Form der Korrosion, die Oberflächen von Kupfer, Messing und Bronze zerstören kann, wenn diese Chlorsalzen, Wasser und Sauerstoff ausgesetzt werden. Ohne Gegenmaßnahmen kann es dabei zu Schäden an den Oberflächen kommen, die äußerlich nur als kleine Löcher erscheinen, sich aber nach innen in Form tiefer Trichter ausweiten. Darüber hinaus stellte Wharton fest, dass die innenliegende eiserne Trägerkonstruktion korrodiert war, und dass es in der metallenen Fußplatte zu Spannungsrissen gekommen war. Alle diese Schäden mussten im Rahmen der Restaurierung bearbeitet werden.
Eine große Herausforderung bestand für die Konservatoren in der Ermittlung des ursprünglichen Erscheinungsbilds der Statue, da Restaurierungsarbeiten heute auf die Wiederherstellung des vom Künstler geschaffenen Ursprungszustands eines Kunstwerks abzielen. Während die Statue in Honolulu bis heute in ihrer ursprünglichen Erscheinung belassen wurde, ist die Statue in Kapaʻau seit Generationen mehrfarbig bemalt gewesen und es bestand Unklarheit darüber, ob sie nicht schon bei der Aufstellung bemalt war. Zeitgenössische Berichte waren derart widersprüchlich, was die Beschreibung der Statue betraf, dass sie bei der Restaurierung nicht herangezogen werden konnten. Daher wurden von der Oberfläche der Statue Materialproben entnommen und mittels Röntgenfluoreszenz und Röntgenstrukturanalyse untersucht. An der Innenfläche einiger Farbpartikel konnten Reste der ursprünglichen Goldfassung vorgefunden werden. Damit war nachgewiesen, dass die Statue zunächst, wie der Nachguss in Honolulu, patiniert und teilweise mit Blattgold belegt war.
Obgleich am ursprünglichen Erscheinungsbild der Statue nunmehr keine Zweifel bestanden, sollte wegen der großen spirituellen Bedeutung der Statue die örtliche Bevölkerung an der Entscheidung über die Art der Restaurierung beteiligt werden. Für die Vergoldung sprach der ursprüngliche Zustand, darüber hinaus wurde das Erscheinungsbild der Statue in Honolulu vielfach als ästhetisch ansprechender empfunden. Demgegenüber hätte die mehrfarbige Bemalung der Statue ein lebensechtes Erscheinungsbild verschafft, und sie wäre ein Ausdruck des Respekts für eine seit Generationen geübte lokale Tradition gewesen.
Im Zuge der öffentlichen Debatte wurden Kinder in den örtlichen Kindertagesstätten und Schulen mit dem Thema befasst, auch um indirekt die Eltern zu erreichen. Lokalhistorisch engagierte Gruppen und Einzelpersonen befassten sich mit der Geschichte der Statue und mit den Plänen zu ihrer Restaurierung. Es fand eine umfangreiche Berichterstattung in den lokalen und regionalen Medien zur Frage der Vergoldung oder der Bemalung statt. Im Jahr 2000 wurde zunächst der Rat der Gemeindeältesten (kūpana) eingeholt, die sich für das Beibehalten der Bemalung aussprachen. In einer Ende des Jahres durchgeführten lokalen Bürgerbefragung sprachen sich 71 Prozent der Teilnehmer ebenfalls für die Bemalung aus.
Die Arbeiten an der Statue begannen im Februar 2001. Im Anschluss an die Dokumentation des Zustandes wurden die Farbschichten mit Hilfe von Hochdruckreinigern, Gasbrennern und Lösungsmitteln entfernt. Nach der Freilegung der Bronzeoberfläche konnten die Spannungsrisse und Vertiefungen des Metalls näher untersucht werden. Die Risse waren älteren Datums und sind wahrscheinlich bereits bei der Bergung der Statue aus dem Meer entstanden.
Von den Spuren der Bronzekrankheit war bereits bei der Reinigung ein großer Teil entfernt worden. Die verbliebenen Löcher und Risse in der Oberfläche wurden mit einem pH-neutralen Epoxidharz ausgefüllt und die blanken Bronzeoberflächen zum Schutz vor erneuter Korrosion mit Benzotriazol eingenebelt. Der braune Farbton für Kamehamehas Haut und das Gelb und Rot der Kleidung wurden mit größter Sorgfalt ausgewählt. Die neue Fassung sollte sowohl der starken Sonneneinstrahlung als auch dem Regen und der salzhaltigen Luft Hawaiis widerstehen können. Daher wurde zunächst eine auf Epoxidharz basierende Korrosionsschutzgrundierung aufgetragen. Darauf kam ein Basislack auf Polyurethanbasis und als dritte Schicht ein ebenfalls auf Polyurethan basierender Klarlack. Zum Abschluss der Restaurierung wurden örtliche Freiwillige in die jährliche Pflege und in die fachgerechte Untersuchung auf Schäden und ihre Dokumentation eingewiesen.

## Zweiter Guss (vor dem Aliʻiōlani Hale, Honolulu, Oʻahu)

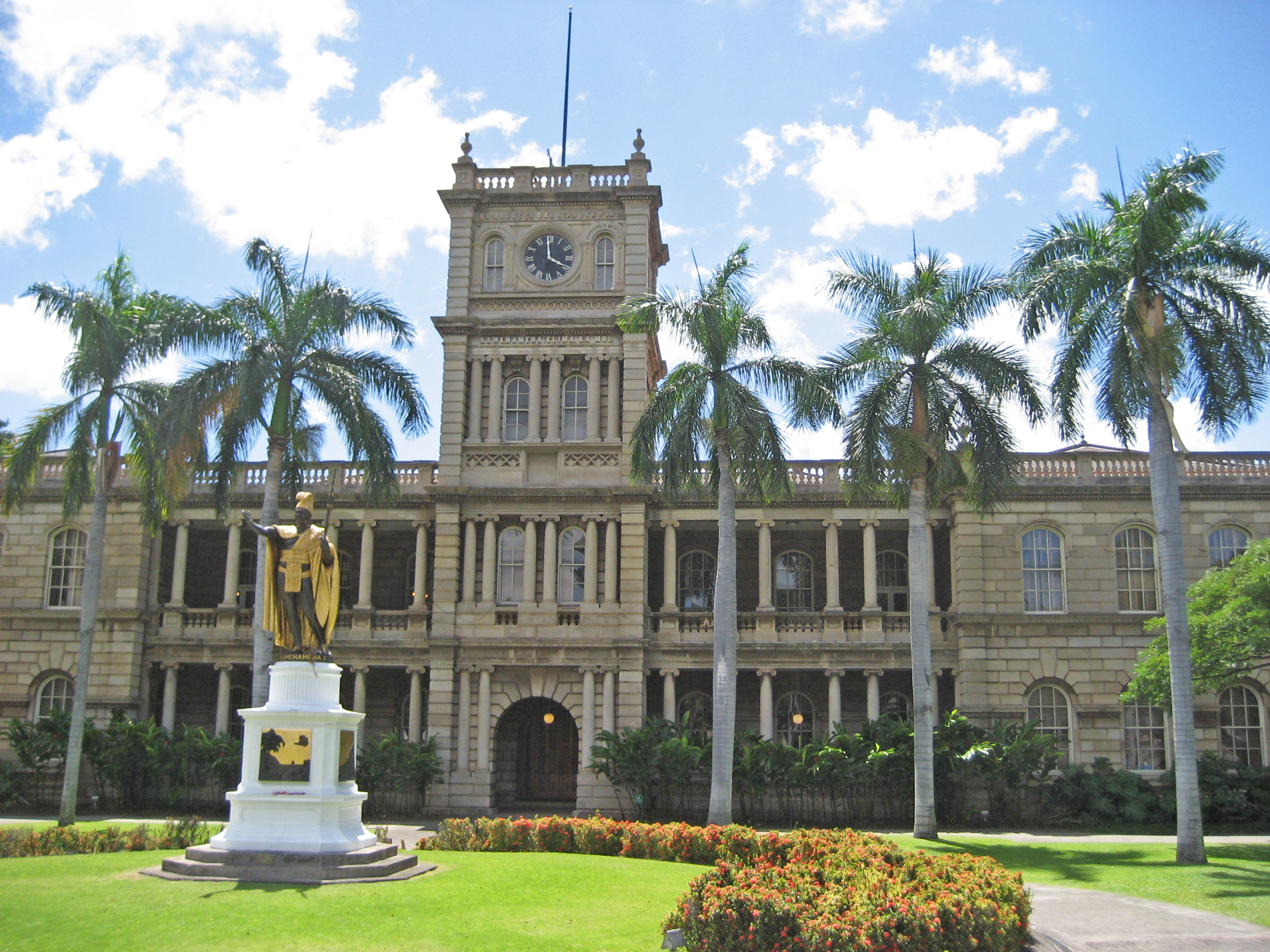
Zweiter Guss vor dem Aliʻiōlani Hale

Der zweite Guss der Statue wurde anstelle der beschädigten ersten Ausführung vor dem Aliʻiōlani Hale (21° 18′ 20,5″ N, 157° 51′ 34,7″ W) in Honolulu auf der Insel Oʻahu aufgestellt. Das ursprüngliche Ziel, die Statue zum 100. Jahrestag der Ankunft Cooks auf Hawaii aufzustellen, wurde durch den vorübergehenden Verlust des Originals deutlich verfehlt. Thomas Ridgeway Gould war am 26. November 1881 verstorben. Die vier Bronzetafeln am Sockel der Statue wurden im folgenden Monat von seinem Sohn vollendet. Erst am 31. Januar 1883 traf der Nachguss in Honolulu ein. Walter M. Gibson konnte König Kalākaua davon überzeugen, die Enthüllung der Statue während seiner Krönungsfeier am 12. Februar 1883 vorzunehmen.
Die Statue hat eine patinierte Oberfläche und ist teilweise vergoldet. Die Verantwortung für Pflege und Erhalt der Statue obliegt seit 1967 der staatlichen Hawaii State Foundation on Culture and the Arts. 1994 wurde die Statue unter Beteiligung des kalifornischen Restaurators Glenn Wharton neu vergoldet.

Zweiter Guss vor dem Aliʻiōlani Hale
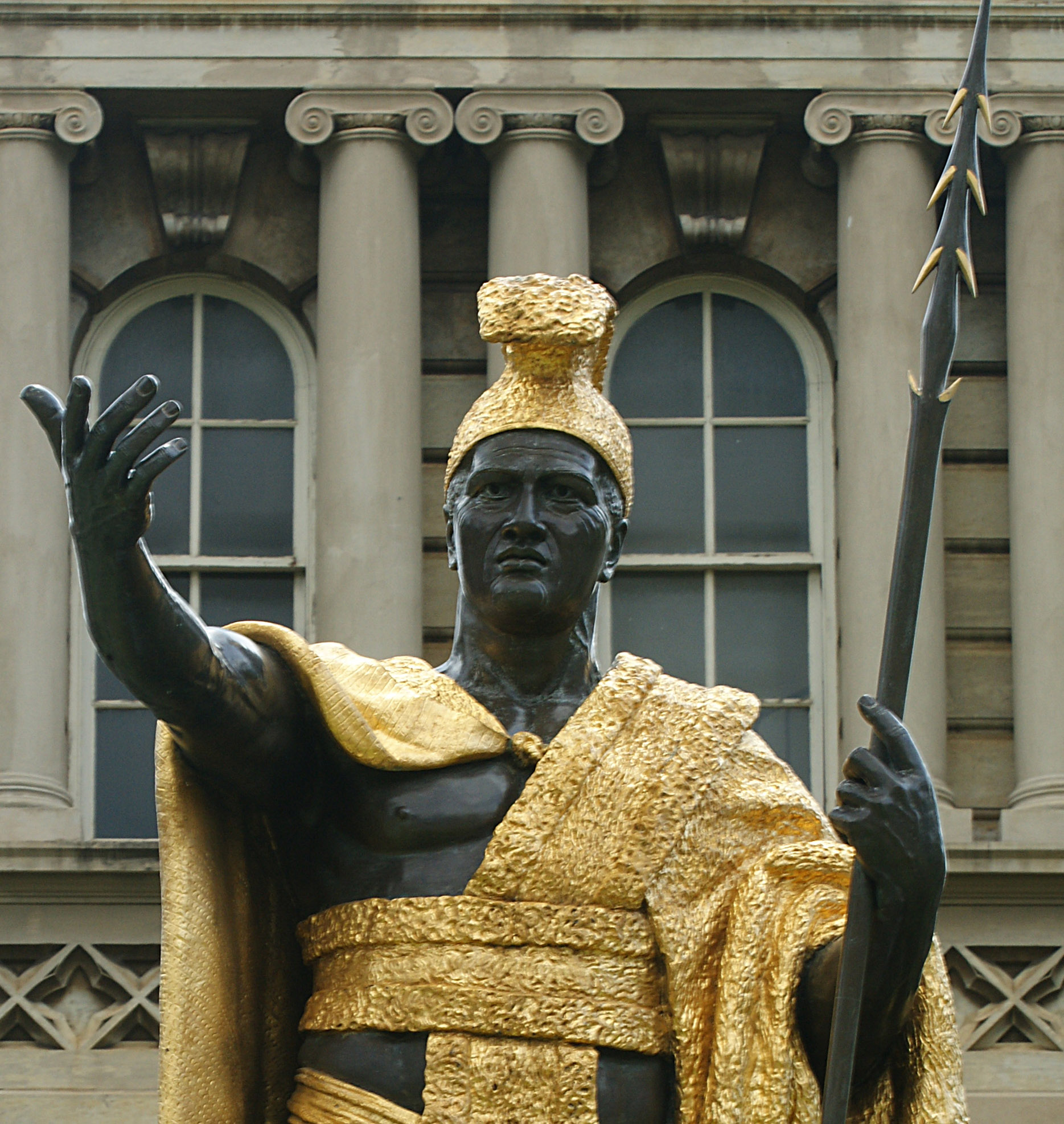
Nahaufnahme
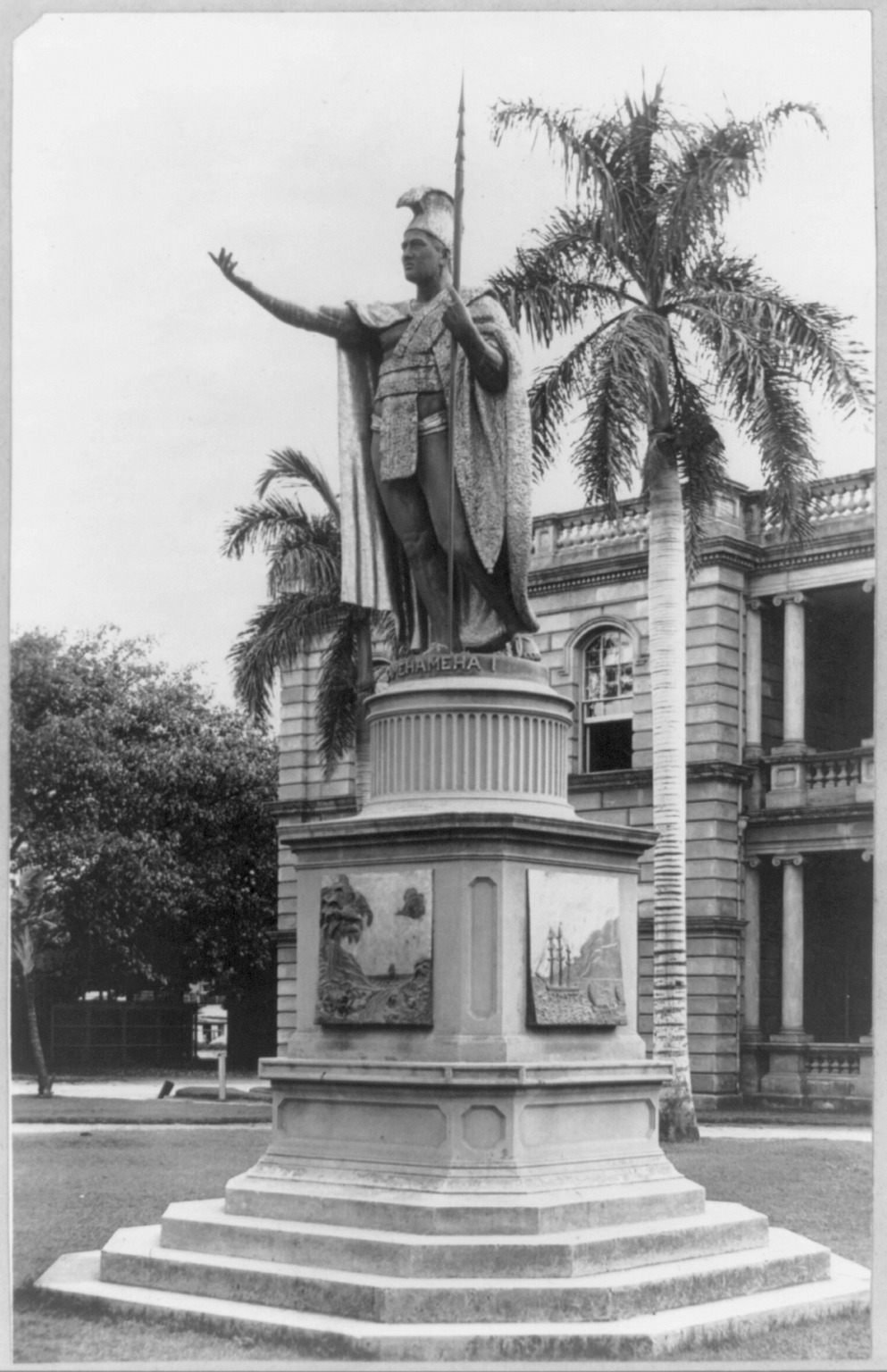
Historische Aufnahme, frühes 20. Jahrhundert
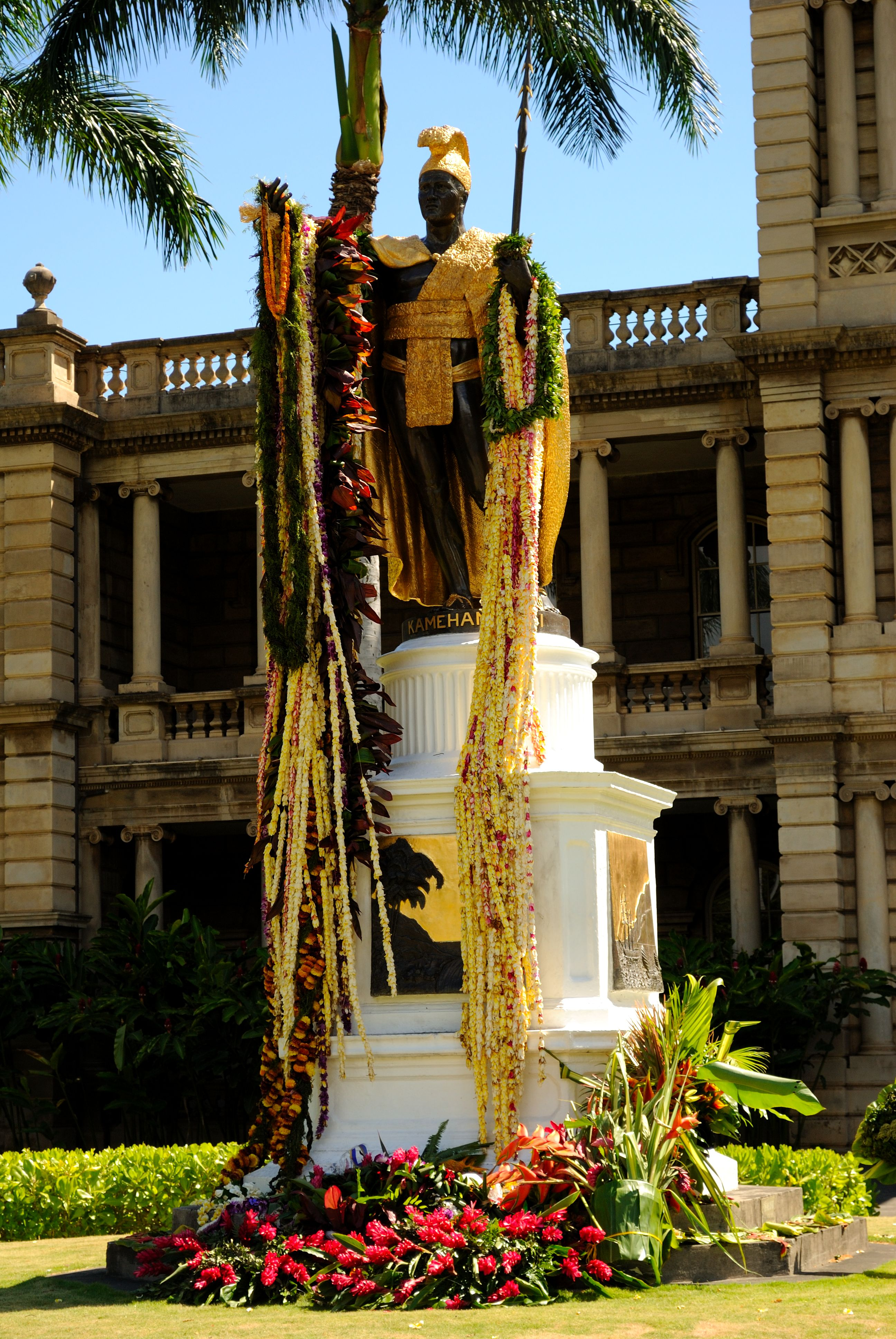
Zum Kamehameha Day mit nā lei geschmückt
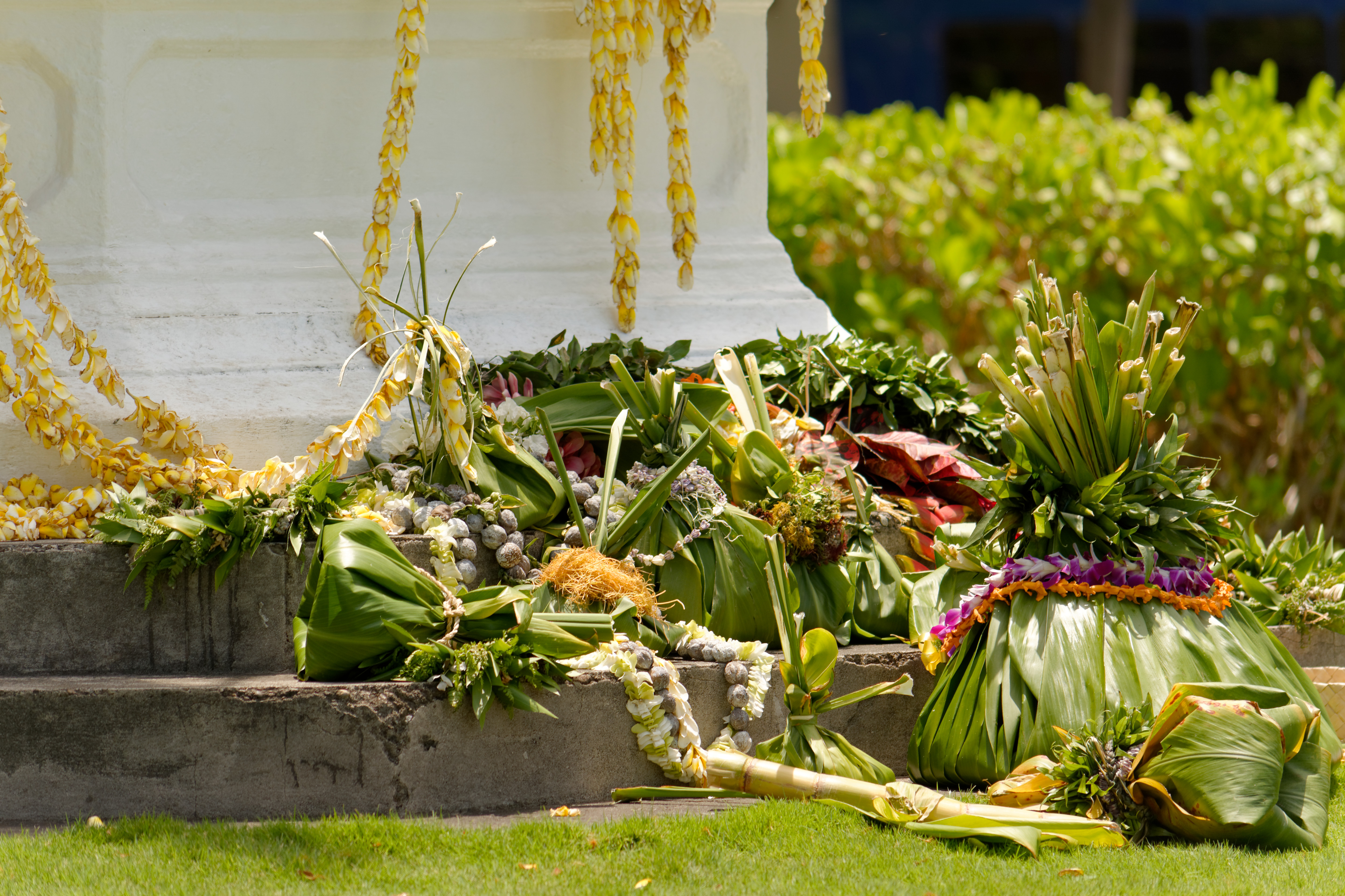
Opfergaben am Sockel der Statue
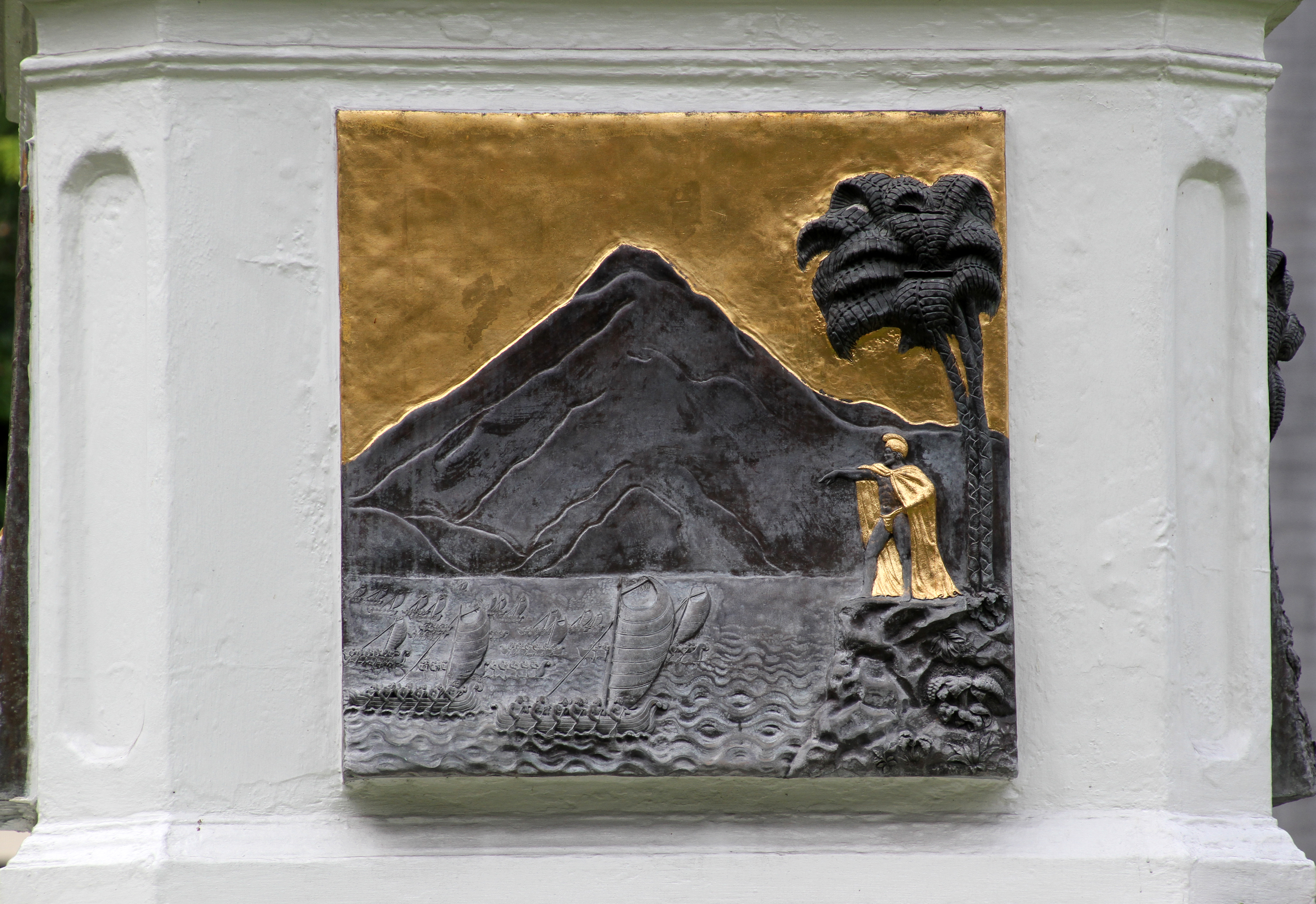
Eine der vier teilweise vergoldeten Bronzetafeln am Sockel

## Nachguss für die National Statuary Hall Collection, Washington, D.C.

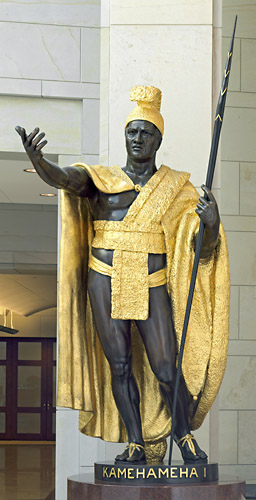
Statue der National Statuary Hall Collection in der Emancipation Hall des Kapitols

Die National Statuary Hall Collection der Vereinigten Staaten besteht aus jeweils zwei Statuen, die von den fünfzig Bundesstaaten gestiftet wurden. Anlässlich der Aufnahme des Hawaii-Territoriums als 50. Bundesstaat in die Vereinigten Staaten im Jahr 1959 wurde ein Abguss der Statue Goulds in Honolulu angefertigt. Die zweite Statue Hawaiis stellt den 1889 auf Molokaʻi an der Lepra verstorbenen Damian de Veuster dar, seit 2009 ein Heiliger der römisch-katholischen Kirche und Schutzpatron der Lepra- und Aidskranken. Beide Statuen wurden der National Statuary Hall Collection am 15. April 1969 im Rahmen einer Feierstunde in der Rotunde des United States Capitol übergeben. Im Juni 1969 wurde die Statue Kamehamehas in der National Statuary Hall (38° 53′ 24,4″ N, 77° 0′ 32,5″ W) aufgestellt. Mit einem Gewicht von 15 Tonnen, davon sechs Tonnen für den Granitsockel, ist die Statue Kamehameha I. die schwerste der Sammlung.
2008, kurz nach der Nominierung Barack Obamas zum Kandidaten der Demokratischen Partei für die Präsidentschaftswahl 2008, wurde die Statue Kamehamehas von einer hinteren Reihe in der Statuary Hall an eine prominente Stelle in der Emancipation Hall beim Besucherzentrum des Kapitols versetzt. Alljährlich findet hier am oder um den Kamehameha Day eine Feier mit Hula und anderen hawaiischen Bräuchen statt.

## Weitere Statuen

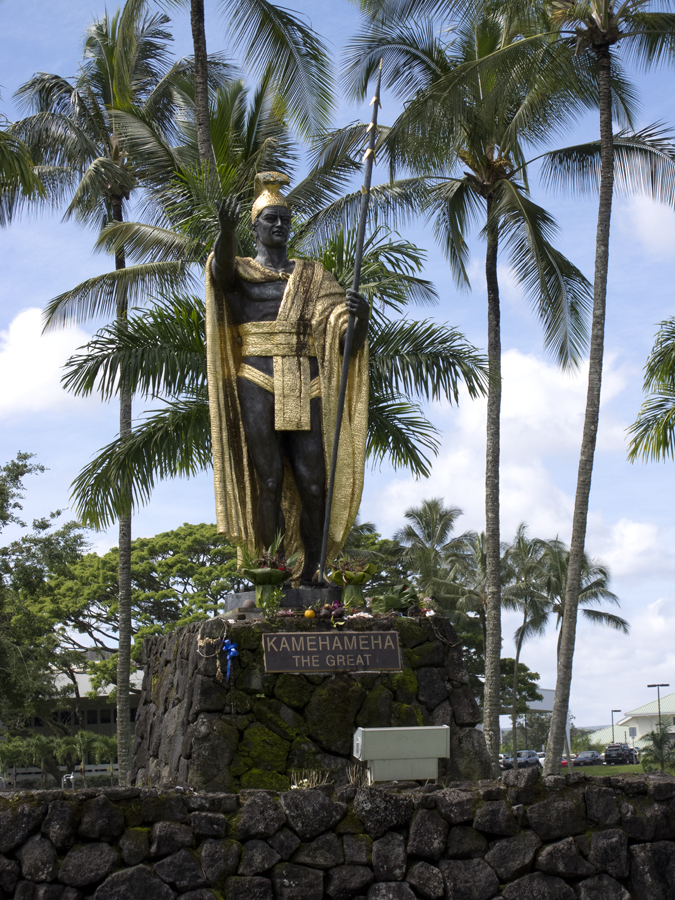
Kamehameha the Great in Hilo

In der Innenstadt von Hilo auf der Insel Hawaii befindet sich eine vierte Statue in einem öffentlichen Park, dem Wailoa River State Recreation Area (19° 43′ 14,8″ N, 155° 4′ 36,6″ W). Sie ist etwa 4,30 Meter hoch und kein Abguss der Statue von Gould, sondern wurde 1963 von dem italienischen Bildhauer Romeo Sandrin geformt und in der Gießerei Fracaro in Vicenza gegossen. Auftraggeber war der Betreiber eines Freizeitparks in Princeville auf der Insel Kauaʻi, der für die Statue 125.000 US-Dollar bezahlte. Als die Pläne bekannt wurden, regte sich Widerstand in der Bevölkerung der Insel, da Kauaʻi als einzige Hauptinsel des Archipels nie von Kamehameha I. erobert worden ist. Die Statue wurde eingelagert und erst 1997 durch Vermittlung einer Organisation der Alumni der Kamehameha Schools in Hilo aufgestellt.
Gegenüber dem Eingang des Grand Wailea Resort Hotel & Spa (20° 41′ 4″ N, 156° 26′ 25,7″ W) am Strand von Wailea befindet sich die fünfte Statue, eine Darstellung Kamehameha I. als Jüngling. Sie wurde von dem hawaiischen Künstler, Schriftsteller und Historiker Herb Kawainui Kane geschaffen und trägt den Namen The Young Kamehameha. Die etwa drei Meter hohe Statue gilt als diejenige, die dem Erscheinungsbild Kamehamehas am nächsten kommt.
In Las Vegas im US-Bundesstaat Nevada befand sich eine Statue Kamehamehas vor dem Restaurant- und Einkaufszentrum Hawaiian Marketplace (36° 6′ 23″ N, 115° 10′ 19,8″ W) am südlichen Las Vegas Strip. Sie wurde im Januar 2014 entfernt, um einem Neubau der Restaurantkette Chili’s Bar & Grill Platz zu machen.

## Spirituelle und kulturelle Bedeutung

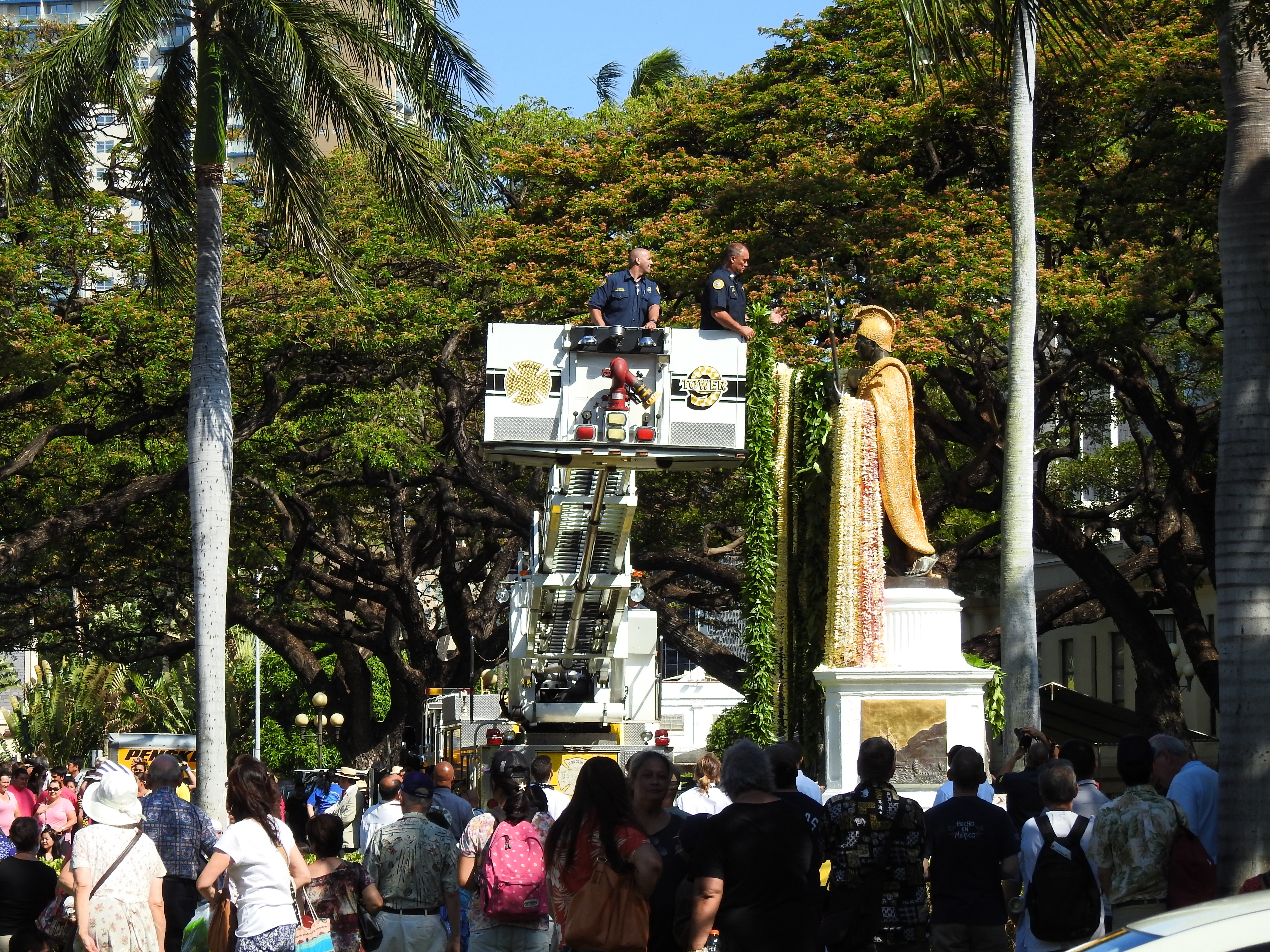
Schmücken der Statue in Honolulu am Kamehameha Day

Zum Zeitpunkt ihrer Aufstellung waren die ersten beiden Statuen keine Objekte spiritueller Verehrung, und sie wurden unter deutlichem westlichen Einfluss von einem US-amerikanischen Bildhauer angefertigt. Seither hat in ihrer Betrachtung durch die hawaiische Bevölkerung ein Wandel stattgefunden, der auch durch die Bemalung der Statue in Kapaʻau zum Ausdruck kam. Heute sind die Statuen nicht nur mit Blick auf die Touristen ein wichtiger Wirtschaftsfaktor, sondern auch Zeugnisse der hawaiischen Kultur und Gegenstände religiöser Verehrung. Der traditionellen Spiritualität verhaftete Hawaiier betrachten sie als Träger von Mana, einer göttlichen oder übernatürlichen Macht. Sie wurden auch mit den Kiʻi in Verbindung gebracht, kleinen rituellen Figuren aus der Zeit vor der Ankunft von James Cook auf Hawaii. Ethnologen sind sich der Bedeutung der Kiʻi nicht sicher, aber die mündliche Überlieferung sieht sie in den Rollen von Göttern und Geistern (akua), als Verkörperung von Naturphänomenen und als Darstellungen von Haus- oder Familiengöttern oder zu Göttern erhobenen Ahnen (āumaka). Das den Kiʻi innewohnende Mana konnte durch besondere Gebete oder durch Opfergaben (hooknia okupu) gesteigert werden. Jede bildliche Darstellung von Kamehameha kann als ein sehr mächtiges Kiʻi angesehen werden, selbst wenn es sich um Produkte westlichen Einflusses wie die Statuen handelt. Häufig werden auf den Sockeln der Statuen Opfergaben wie Speisen, Blumenkränze und Steine (pōhaku) dargeboten. Selbst Hawaiier, die nicht an ein Mana in den Statuen glauben, respektieren sie als Abbilder des verehrten Gottkönigs Kamehameha I. und als Erinnerungen an die Geschichte ihrer Ahnen.
Die Statuen spielen eine bedeutende Rolle bei den jährlichen zweitägigen Feiern zum Kamehameha Day ab dem 11. Juni, an denen ein großer Teil der Bevölkerung teilnimmt. Zu den Feierlichkeiten gehören die Aufführung von Hula, Liedern und Gesängen und der Vortrag von Erzählungen über Kamehameha und das alte Hawaii. Abordnungen von allen Inseln Hawaiis besuchen die Statuen in Honolulu und Kapaʻau und schmücken sie mit langen Girlanden (nā lei) aus Blüten, Blättern, Federn oder anderen Materialien.

## Alltagskultur

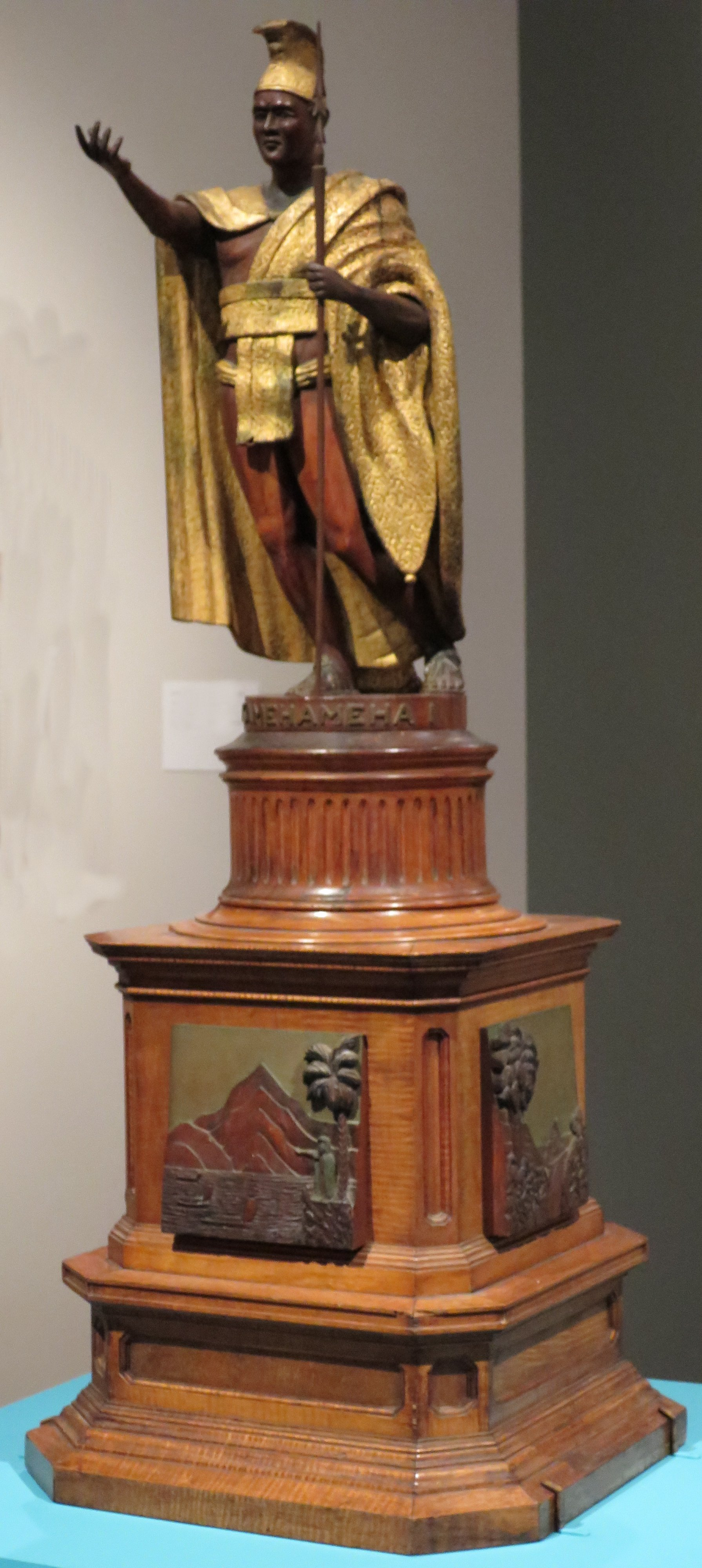
Hölzerne Nachbildung der Statue in Honolulu durch Franz „Frank“ Nikolous Otremba (1851–1910)

Die Statue Kamehamehas in Honolulu ist zum politischen Symbol von Hawaii geworden, ähnlich wie die Porträts regierender Fürsten auf Münzen, Briefmarken und Banknoten anderer Staaten. Sie ist auf dem Siegel Hawaiis dargestellt und Bestandteil des Logos der Kamehameha Schools und zahlreicher anderer Organisationen und Unternehmen Hawaiis. Sowohl das Königreich Hawaii als auch die Republik Hawaii und das Hawaii-Territorium gaben gegen Ende des 19. Jahrhunderts Briefmarken mit Abbildungen der Statue Kamehamehas I. heraus. Eine im Oktober 1937 ausgegebene Briefmarke der Vereinigten Staaten zu 3 Cent würdigte das 1898 gegründete Hawaii-Territorium und zeigt ebenfalls die Statue. Selbst zwei 1886 von einer Gruppe Londoner Briefmarkenhändler und -fälscher gedruckte Phantasie-Briefmarken mit hohem Nennwert zeigen die Statue Kamehamehas.
Auf Münzen wurde das Abbild eines hawaiischen Kriegers auf dem silbernen Half-Dollar der Vereinigten Staaten zur 150-Jahr-Feier der Landung James Cooks auf Hawaii offensichtlich nach der Statue Kamehamehas gestaltet. Der 2008 ausgegebene State Quarter für Hawaii zeigt die Statue. Darüber hinaus wurde die Statue wiederholt auf Briefmarken und Münzen anderer Staaten abgebildet. Das gilt insbesondere für solche Staaten, die sich von internationalen Briefmarken- und Münzagenturen vertreten lassen und in großer Zahl attraktive Motive auf Briefmarken ohne postalische oder Münzen ohne geldpolitische Notwendigkeit ausgeben.
Die Statuen Kamehamehas sind beliebte Fotomotive und sie symbolisieren in vielen Filmen und Fernsehsendungen den Schauplatz Hawaii. So erscheint die Statue von Honolulu im Vorspann der Fernsehserien Hawaii Fünf-Null und ihres Remakes Hawaii Five-0. In der Folge Die Ringe der Medici der vierten Staffel von Hawaii Five-0 ist der ganze Plot um die Statue und ihre Geschichte angesiedelt.

Briefmarken und Münzen
Königreich Hawaii, Briefmarke zu 25 Cent, 1883
Republik Hawaii, Briefmarke zu 25 Cent von 1883 mit Überdruck, 1893
Republik Hawaii, Briefmarke zu 5 Cent, 1894
Hawaii-Territorium, Briefmarke zu 5 Cent, 1899
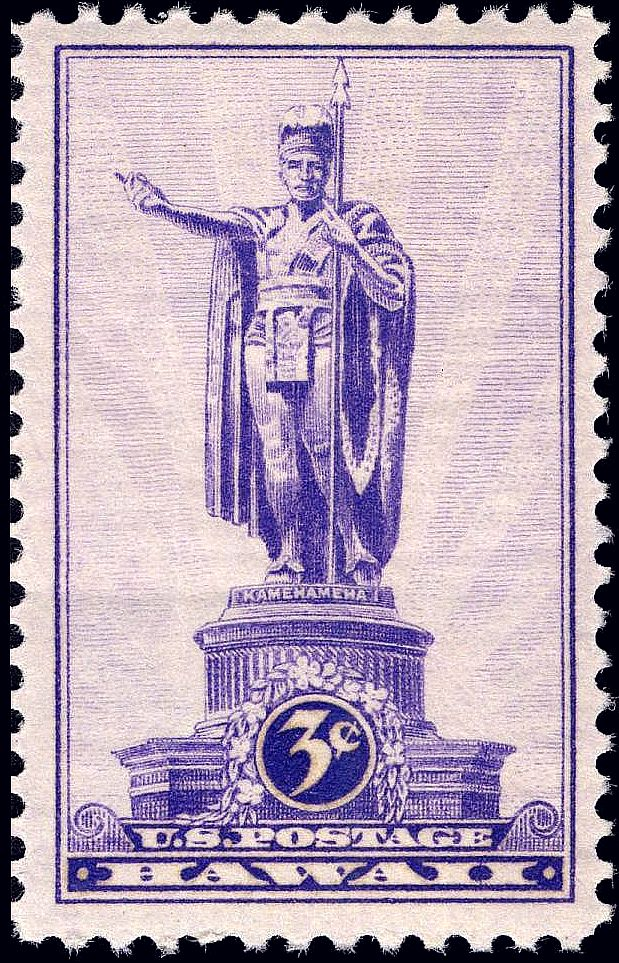
Briefmarke der USA zur Würdigung des Hawaii-Territoriums, 18. Oktober 1937
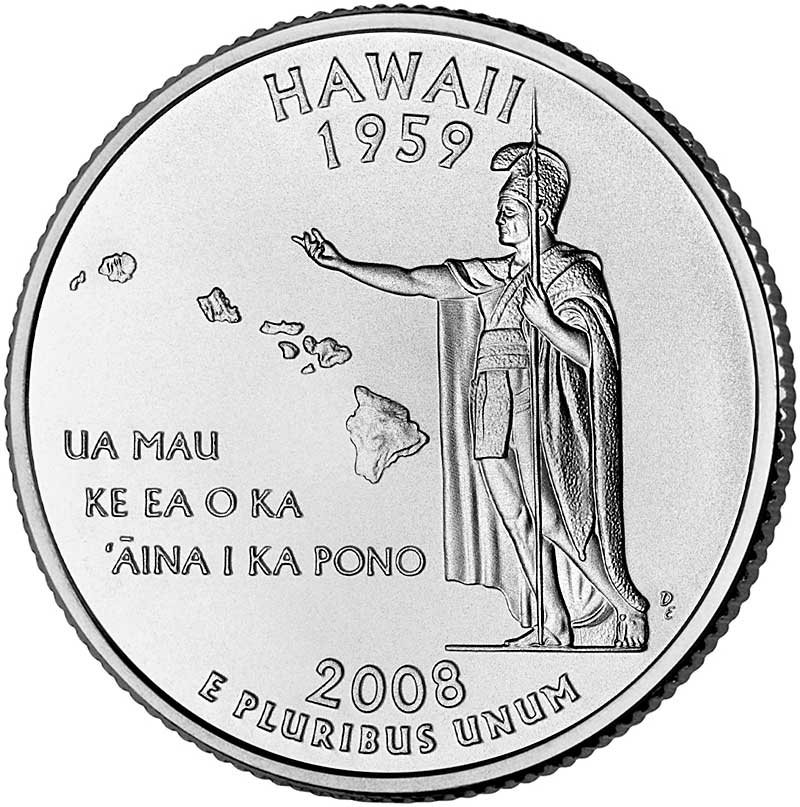
Entwurf des State Quarter für Hawaii, 2008